# Gesneriaceae
Gesneriaceae Rich. & Juss. ex DC., 1816 è una famiglia di piante angiosperme assegnata tradizionalmente all'ordine Scrophulariales, che la moderna classificazione APG colloca tra le Lamiales.

## Etimologia
Il nome della famiglia deriva dal nome del suo genere più importante (Gesneria L., 1753), il cui nome a sua volta è stato dato da Charles Plumier (Marsiglia, 20 aprile 1646 – Cadice, 20 novembre 1704), botanico francese appartenente all'ordine dei frati minimi, in ricordo di Conrad Gessner  (Zurigo, 26 marzo 1516 – Zurigo, 13 dicembre 1565), naturalista, teologo e bibliografo svizzero, famoso soprattutto per essere stato il primo botanico che abbia formulato il concetto basale di "genere" per la tassonomia botanica.
Il nome scientifico è stato definito dal botanico francese Louis Claude Marie Richard (Versailles, 4 ottobre 1754 – Parigi, 7 giugno 1821), dal botanico francese Antoine-Laurent de Jussieu (Lione, 12 aprile 1748 – La Plata, 17 settembre 1836) e dal botanico e micologo svizzero Augustin Pyrame de Candolle (Ginevra, 4 febbraio 1778 – Ginevra, 9 settembre 1841) nella pubblicazione "Essai sur les propriétés médicales des plantes, comparées aves leurs formes extérieures et leur classification naturelle - Ed. 2: 192." del 1816.

## Descrizione

### Portamento
Il portamento delle specie di questa famiglia è formato da erbe perenni, subarbusti, arbusti, piccoli alberi (altezza massima di 15 metri per la specie Sanango racemosum), vigne, rampicanti e piante epifite. Le specie possono essere sia monocarpiche che policarpiche e con almeno un singolo, elongato internodo. Gli steli sono talvolta provvisti (o sprovvisti) di fasci midollari e condotti secretori. Una particolarità è che l'embrione di alcune piante di questa famiglia (Didymocarpoideae) consiste di due cotiledoni differenti in dimensione (microcotiledone e macrocotiledone), mentre normalmente nelle dicotiledoni i due cotiledoni sono più o meno simili  ("isocotiledoni", ossia le due foglioline iniziali dello sviluppo della pianta sono uguali). Le radici (la parte ipogea della pianta) possono essere fibrose, oppure derivate da rizomi (anche squamosi) oppure sono dei tuberi. Sono presenti composti glicosidi fenolici. I peli sono semplici, spesso capitati o ghiandolari.

### Foglie
Le foglie lungo il caule sono disposte in modo opposto oppure formano dei verticilli, meno frequentemente sono disposte in modo alternato o formano delle rosette basali. Hanno forme e dimensioni diverse (da lanceolato-ellittiche a obovate) quasi sempre con lamina intera (raramente sono lobate o pennate). Spesso sono sottili e delicate, ma possono avere anche consistenza coriacea. In alcuni casi le lamine hanno delle forme oblique. In alcune specie le foglie sono disposte a due a due, e normalmente le due foglie che formano il paio sono simili, ma spesso possono essere di dimensioni diverse e una delle due può essere talmente ridotta sino a divenire un organo stipoliforme. Normalmente le foglie sono picciolate, ma sono presenti anche forme sessili. Gli stomi sulla superficie delle foglie sono raccolti a gruppi o dispersi irregolarmente.

### Infiorescenze
Le infiorescenze sono ascellari del tipo cimoso, tirsoide o racemoso sottese da foglie trasformate in brattee. Le infiorescenze possono essere formate da coppie di fiori oppure da fiori singoli, ma anche da molti fiori. I fiori possono essere peduncolati oppure sessili. Le infiorescenze possono essere provviste di bratteole.

### Fiori
I fiori sono ermafroditi, zigomorfi (raramente sono attinomorfi) e tetraciclici (ossia formati da 4 verticilli: calice– corolla – androceo – gineceo) e più o meno pentameri (ogni verticillo ha 5 elementi). Raramente i fiori sono cleistogami.
- Formula fiorale: per la famiglia di queste piante viene indicata la seguente formula fiorale:

* K (5), [C (2 + 3), A (2 + 2 + 1)], G (2), supero/infero, capsula/bacca.
- Il calice, gamosepalo (i sepali sono connati alla base) o anche a sepali liberi, è composto da 5 denti (raramente anche 6). In alcuni casi il calice può essere aderente all'ovario. In altri casi il calice può presentarsi bi o tri-labiato.

- La corolla, gamopetala, è composta da 5 petali connati (anche embricati) con forme allungate, urceolate (rigonfie) o tubulari o imbutiformi o campanulate. L'apice può essere lobato, mentre la base spesso è dilatata o gibbosa. In alcune specie i petali sono raggruppati in modo bilabiato (due petali per un labbro e tre petali per l'altro). Raramente la corolla è attinomorfa o resupinata. I colori sono bianco, blu, violetto, rosso, arancio, giallo, verdastro o marrone.

- L'androceo è formato da 2 o 4 stami didinami, epipetali e adnati alla base della corolla (sotto il labbro superiore); raramente gli stami possono essere 5 (in fiori attinomorfi e in questo caso sono presenti anche staminoidi). Le antere sono coerenti a coppie o libere o tutte riunite; possono essere inoltre sia basifisse che dorsofisse.[6] Le teche delle antere sono sempre due e in genere sono divaricate oppure parallele; la deiscenza è quasi sempre longitudinale. Il nettario ha delle forme ad anello oppure è distintamente lobato formato da 2 a 5 ghiandole separate e libere dall'ovario o ha la forma di una cupola; raramente è ridotto o non funzionale o completamente mancante; il nettario può anche essere adnato alla base dell'ovario. In genere gli stami sono inclusi nella corolla (non sporgenti).  I granuli pollinici in genere sono tricolporati o (raramente) tricolpati.[9]

- Il gineceo ha un ovario infero o semi-infero o supero, bicarpellare e uniloculare (raramente è biloculare) con 2 o 4 placente assili. Le forme sono ovoidi o globose oppure allungate. In sezione trasversale la placenta ha delle forme triangolari o anche forme lamelliformi oppure da ricurve a revolute. Lo stilo è unico con stigma bifido o tipo capitato o leggermente bilobo o anche stomatomorfico (simile ad una bocca). Gli ovuli sono numerosi per ogni loculo, e sono di tipo anatropo oppure emitropo (con nocella ricurva), ed hanno un solo tegumento e sono tenuinucellati. I cotiledoni possono essere asimmetrici.[10]

### Frutti
I frutti sono delle capsule con forme da allungate a lunghe a volte contorte oppure ovoidi o globose, più piccole del calice. La consistenza è secca oppure carnosa. La deiscenza è varia e può essere sia setticida che loculicida; sono presenti anche frutti indeiscenti. I semi sono piccoli (l'endosperma può essere presente come no); spesso è presente una testa ornamentale di cellule; in pochi generi sono presenti alcune appendici filiformi (funicoli).

## Biologia
L'impollinazione delle specie di questa famiglia può essere mediata da insetti quali api, falene, farfalle e mosche (impollinazione entomogama) o uccelli (impollinazione ornitogama) o anche pipistrelli (impollinazione chirotterogama). Spesso i colori brillanti della corolla ma anche le brattee colorate collaborano al richiamo degli impollinatori.
I semi, dopo aver eventualmente percorso alcuni metri a causa del vento (dispersione anemocora), a terra sono dispersi soprattutto da insetti tipo formiche (mirmecoria). Altre dispersioni sono possibili come ad esempio i semi pelosi del genere Aeschynanthus (tribù Trichosporeae) hanno contribuito alla dispersione attraverso il Pacifico meridionale; un altro gruppo di generi hanno dei frutti a forma di spirale contorta e liberano i semi gradualmente nel tempo facilitando così la loro dispersione. I frutti carnosi vengono di solito dispersi dagli uccelli.

## Distribuzione e habitat
Le specie di questa famiglia sono sia native dei neotropici e sono distribuite soprattutto dall'America centrale a quella meridionale che relative al Vecchio Mondo, soprattutto Asia (e Malaysia) con alcune specie in Africa (Madagascar), Nuova Guinea, Australia e areale del Pacifico. L'habitat è quello tipico tropicale o subtropicale, raramente temperato.

## Tassonomia
La circoscrizione di questa famiglia nel corso del tempo ha subito più di qualche modifica. Le piante di questo gruppo presentano più di qualche affinità con altre famiglie come le Scrophulariaceae oppure le Bignoniaceae o anche le Orobanchaceae (se in quest'ultime si esclude il carattere parassitico). I caratteri principali che senz'altro rendono riconoscibili la maggioranza delle specie all'interno della famiglia sono: ovario supero, due carpelli con un'unica loggia, due placentazioni parietali, la forma del frutto a capsula, mancanza dell'abito parassita, i carpelli a destra e a sinistra dell'asse fiorale, i semi privi o con poco endosperma, piante fogliose verdi tipicamente autotrofe.
Inizialmente le specie di questo gruppo erano descritte in due famiglie separate: Gesneriaceae per i generi del Nuovo Mondo e Didymocarpaceae (o anche Cyrtandraceae) per i generi del Vecchio Mondo. Solamente a metà del 1800 le due famiglie, con riconoscimento universale di tutti i botanici, sono state riunite nelle Gesneriaceae.

### Filogenesi

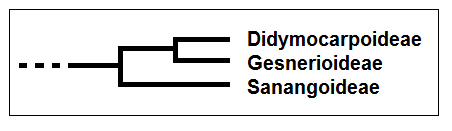
Cladogramma della famiglia

La monofilia della famiglia è stata comprovata in diversi studi e ricerche sia a causa delle caratteristiche morfologiche che delle sequenze molecolari. All'interno la famiglia è suddivisa principalmente in due grandi sottofamiglie: Gesnerioideae, sicuramente monofiletica come risulta evidente dall'ovario da semi-infero a completamente infero e dalla morfologia dei granuli pollinici, e Didymocarpoideae (chiamata anche Cyrtandroideae), anche questa monofiletica caratterizzata dal particolare tipo di sviluppo dell'embrione (un cotiledone è più grande dell'altro). La sottofamiglia Sanangoideae (monospecifica) risulta "gruppo fratello" delle altre due sottofamiglie.
Le sinapomorfie per questa famiglia sono: antere saldate in coppie o tutte insieme e la placentazione parietale degli ovuli. Il gruppo delle Gesneriace si sono formate circa 57 milioni di anni fa.

### Composizione della famiglia
La famiglia comprende 3 sottofamiglie, 10 tribù, 152 generi e circa 3280 specie.

#### Sottofamiglia Gesnerioideae
Comprende 5 tribù, 69 generi e circa 1400 specie:
- Tribù Beslerieae Bartl., 1830 - Distribuzione: America (centrale e meridionale) (9 generi, circa 260 specie)

- Anetanthus Hiern ex Benth. & Hook.f., 1876 (3 specie)
- Besleria L., 1753 (176 spp.)
- Cremosperma Benth., 1846 (26 spp.)
- Cremospermopsis L.E.Skog & L.P.Kvist (3 spp.)
- Gasteranthus Benth., 1846 (39 spp.)
- Reldia Wiehler, 1989 (6 spp.)
- Resia H.E. Moore, 1962 (4 spp.)
- Shuaria D.A.Neill & J.L.Clark (1 sp.)
- Tylopsacas Leeuwenb., 1960 (1 sp.)

- Tribù Coronanthereae Fritsch, 1893 - Distribuzione: America (meridionale), Australia e isole del Pacifico (10 generi, 21 specie)

- Asteranthera Hanst., 1854 (1 sp.)
- Bopopia Munzinger & J.R.Morel. 2021 (1 sp.)
- Coronanthera C.B. Clarke, 1883 (11 spp.)
- Depanthus S. Moore, 1921 (2 spp.)
- Fieldia Cunn., 1825 (1 sp.)
- Lenbrassia G.W. Gillett, 1974 (1 sp.)
- Mitraria Cav., 1801 (1 sp.)
- Negria F. Muell., 1871 (1 sp.)
- Rhabdothamnus Cunn., 1838 (1 sp.)
- Sarmienta Ruiz & Pav., 1794 (1 sp.)

- Tribù Gesnerieae Dumort., 1829 - Distribuzione: Caraibi (5 sottotribù, 49 generi, circa 800 specie)
  - Sottotribù Columneinae - Distribuzione: dal Messico al Sud America (zone tropicali) (20 generi, oltre 400 specie)

- Alloplectus Mart., 1829 (7 spp.)
- Alsobia Hanst., 1854 (6 spp.)
- Centrosolenia Benth., 1846 (13 spp.)
- Christopheria J.F.Sm. & J.L.Clark, 2013 (1 sp.)
- Chrysothemis Decne, 1849 (9 spp.)
- Codonanthe (Mart.) Hanst., 1854 (9 spp.)
- Codonanthopsis Mansf., 1934 (13 spp.)
- Columnea Plum. ex L., 1753 (218 spp.)
- Corytoplectus Oerst., 1858 (12 spp.)
- Crantzia Scop., 1777 (2 spp.)
- Cremersia Feuillet & L.E.Skog, 2003 (1 sp.)
- Drymonia Mart., 1829 (85 spp.)
- Episcia Mart., 1829 (9 spp.)
- Lembocarpus Leeuwenb, 1958 (1 sp.)
- Nautilocalyx Hanst., 1854 (41 spp.)
- Nematanthus Schrad., 1821 (32 spp.)
- Neomortonia Wiehler, 1975 (1 sp.)
- Paradrymonia Hanst., 1854 (11 spp.)
- Rhoogeton Leeuwenb, 1958 (2 spp.)
- Rufodorsia Wiehler, 1975 (5 spp.)

- Sottotribù Gesneriinae - Distribuzione: Caraibi (4 generi, 88 specie)

- Bellonia L., 1753 (2 spp.)
- Gesneria L., 1753 (62 spp.)
- Pheidonocarpa L.E.Skog, 1976 (1 sp.)
- Rhytidophyllum Mart., 1829 (23 spp.)

- Sottotribù Gloxiniinae - Distribuzione: dal Messico all'Argentina (21 generi, oltre 200 specie)

- Achimenes P.Browne, 1756 (24 spp.)
- Amalophyllon Brandegee, 1914 (14 spp.)
- Chautemsia A.O.Araujo & V.C.Souza, 2010 (1 sp.)
- Diastema Benth., 1845 (20 spp.)
- Eucodonia Hanst., 1854 (2 spp.)
- Gloxinella (H.E.Moore) Roalson & Boggan, 2005 (1 sp.)
- Gloxinia L'Hér., 1789 (5 spp.)
- Gloxiniopsis Roalson & Boggan, 2005 (1 sp.)
- Goyazia Taub., 1896 (2 spp.)
- Heppiella Regel, 1853 (4 spp.)
- Kohleria Regel, 1847 (24 spp.)
- Mandirola Decne.,  (3 spp.)
- Monopyle Benth., 1876 (25 spp.)
- Moussonia Regel, 1847 (24 spp.)
- Niphaea Lindl., 1841 (3 spp.)
- Nomopyle Roalson & Boggan, 2005 (2 spp.)
- Pearcea Regel, 1867 (19 spp.)
- Phinaea Benth., 1876 (3 spp.)
- Seemannia Regel,  (4 spp.)
- Smithiantha Kuntze, 1891 (6 spp.)
- Solenophora Benth., 1840 (17 spp.)

- Sottotribù Ligeriinae - Distribuzione: dal Centro America all'Argentina (3 generi, oltre 80 specie)

- Paliavana Vand., 1788 (6 spp.)
- Sinningia Nees, 1825 (81 spp.)
- Vanhouttea Lem., 1845 (10 spp.)

- Sottotribù Sphaerorrhizinae - Distribuzione: Sud America (1 genere, 4 specie)

- Sphaerorrhiza Roalson & Boggan, 2005 (4 spp.)

- Tribù Napeantheae Wiehler, 1983 - Distribuzione: neotropicale (1 genere, 17 specie)
  - Napeanthus Gardn., 1843 (17 spp.)

- Tribù Titanotricheae W. T. Wang, 1990 - Distribuzione: Asia orientale (1 genere, 1 specie)
  - Titanotrichum Soler, 1909 (1 sp.)

#### Sottofamiglia Didymocarpoideae
Comprende 2 tribù, 80 generi e circa 1900 specie:
- Tribù Epithemateae Reveal, 2012 - Distribuzione: Asia meridionale e dal Sud Est dell'Asia fino alla Nuova Guinea (7 generi, oltre 90 specie)
  - Sottotribù Epithematinae
    - Epithema Blume, 1826 (20 specie)

  - Sottotribù Loxoniinae
    - Gyrogyne W.T. Wang, 1981 (1 sp.)
    - Loxonia Jack, 1823 (3 spp.)
    - Stauranthera Benth., 1835 (8 spp.)

  - Sottotribù Loxotidinae
    - Rhynchoglossum Blume, 1826 (13 spp.)

  - Sottotribù Monophyllaeinae
    - Monophyllaea R. Br., 1839 (39 spp.)
    - Whytockia W.W. Sm., 1919 (10 spp.)

- Tribù Trichosporeae Nees, 1825 - Distribuzione: Vecchio Mondo, soprattutto Asia (63 generi con oltre 1800 specie)

- Sottotribù Corallodiscinae

- Corallodiscus Batalin, 1892 (6 spp.)

- Sottotribù Didissandrinae

- Didissandra C.B. Clarke, 1883 (8 spp.)
- Tribounia D.J.Middleton, 2012 (2 spp.)

- Sottotribù Didymocarpinae

- Aeschynanthus Jack, 1823 (189 spp.)
- Agalmyla Blume, 1826 (96 spp.)
- Allostigma W.T. Wang, 1984 (1 sp.)
- Anna Pellegr., 1930 (4 spp.)
- Billolivia D.J.Middleton, 2014 (17 spp.)
- Bournea Oliv., 1893 (2 spp.)
- Briggsiopsis K.Y. Pan, 1985 (1 sp.)
- Cathayanthe Chun, 1946 (1 sp.)
- Chayamaritia D.J.Middleton & Mich.Möller (3 spp.)
- Codonoboea Ridl.,1923 (130 spp.)
- Conandron Sieb. & Zucc., 1843 (1 sp.)
- Cyrtandra J.R. & G. Forst., 1775 (686 spp.)
- Didymocarpus Wall., 1819 (103 spp.)
- Didymostigma W.T. Wang, 1984 (2 spp.)
- Glabrella Mich.Möller & W.H.Chen, 2014 (4 spp.)
- Gyrocheilos W.T. Wang, 1981 (4 spp.)
- Hemiboea C.B. Clarke, 1798 (45 spp.)
- Henckelia Spreng., 1817 (83 spp.)
- Hexatheca C.B. Clarke, 1883 (4 spp.)
- Liebigia Endl., 1841 (12 spp.)
- Loxostigma C.B. Clarke, 1883 (14 spp.)
- Lysionotus D. Don, 1822 (36 spp.)
- Metapetrocosmea W.T. Wang, 1981 (11 spp.)
- Michaelmoelleria F.Wen, Y.G.Wei & T.V.Do, 2020 (1 sp.)
- Microchirita (C.B.Clarke) Yin Z.Wang, 2011 (55 spp.)
- Oreocharis Benth., 1876 (157 spp.)
- Petrocodon Hance, 1883 (56 spp.)
- Petrocosmea Oliv., 1887 (67 spp.)
- Primulina  Hance, 1883 (240 spp.)
- Pseudochirita W.T. Wang, 1983 (2 spp.)
- Rachunia D.J.Middleton & C.Puglisi, 2018 (1 sp.)
- Raphiocarpus Chun, 1946 (18 specie)
- Ridleyandra A. Weber & B.L. Burtt, 1998 (30 spp.)
- Sepikea Schltr., 1923 (1 sp.)

- Sottotribù Jerdoniinae

- Jerdonia Wight, 1848 (1 sp.)

- Sottotribù Leptoboeinae

- Beccarinda Kuntze, 1891 (9 spp.)
- Boeica C.B. Clarke, 1874 (16 sp.)
- Championia Gardn., 1846 (1 sp.)
- Leptoboea Benth., 1876 (2 spp.)
- Platystemma Wall., 1831 (1 sp.)
- Rhynchotechum Blume, 1826 (24 spp.)

- Sottotribù Litostigminae

- Litostigma Y.G.Wei, F.Wen & Mich.Möller, 2010 (4 spp.)

- Sottotribù Loxocarpinae

- Boea Lam., 1785 (13 spp.)
- Damrongia Kerr ex Craib, 1918 (11 spp.)
- Dorcoceras Bunge, 1833 (7 spp.)
- Emarhendia Kiew, A. Weber & B.L. Burtt, 1998 (1 sp.)
- Kaisupeea B.L. Burtt, 2001 (3 spp.)
- Loxocarpus R.Br., 1840 (26 spp.)
- Middletonia C.Puglisi, 2016 (5 spp.)
- Orchadocarpa Ridl., 1905 (1 sp.)
- Ornithoboea C.B. Clarke, 1883 (17 spp.)
- Paraboea (C.B. Clarke) Ridl., 1905 (152 spp.)
- Rhabdothamnopsis Hemsl., 1903 (1 sp.)
- Senyumia Kiew, A. Weber & B.L. Burtt, 1998 (2 spp.)
- Somrania D.J.Middleton, 2012 (3 spp.)
- Spelaeanthus Kiew, A. Weber & B.L. Burtt, 1998 (2 spp.)

- Sottotribù Ramondinae

- Haberlea Friv., 1835 (1 sp.)
- Ramonda Rich., 1805 (4 spp.)

- Sottotribù Streptocarpinae

- Streptocarpus Lindl., 1828 (184 spp)

- Sottotribù Tetraphylloidinae

- Tetraphyllum Griff. ex C.B.Clarke, 1883 (3 spp.)

#### Sottofamiglia Sanangoideae
Comprende 1 genere e 1 specie:

- Sanango Bunting & Duke, 1961 (Una specie Sanango racemosum (Ruiz & Pav.) Barringer, 1986)

#### Generiincertae sedis
Nel 2017 Christenhusz et al. hanno proposto l'inclusione nella famiglia Gesneriaceae del genere Platantera Benth & Hook.f., genere monospecico di incerta collocazione tassonomica. 

### Descrizione dei maggiori gruppi
Per meglio comprendere ed individuare i vari principali gruppi (sottofamiglie) della famiglia, l'elenco seguente utilizza in parte il sistema delle chiavi analitiche (vengono cioè indicate solamente quelle caratteristiche utili a distingue un gruppo dall'altro).
- Gruppo 1A: il nettario è adnato all'ovario; la distribuzione di questo gruppo è relativa all'Australia (est), al Pacifico (sud-ovest) e alle aree temperate dell'America del Sud:

- Sottofamiglia Gesnerioideae, tribù Coronanthereae.

- Gruppo 1B: il nettario, se presente, non è adnato all'ovario; la distribuzione di questo gruppo è relativa all'Europa, Africa, Asia, Arcipelago Malese, Australia (nord-est), Pacifico e neotropici;

- Gruppo 2A: le piante sono relative alla ecozona neotropicale; le piantine hanno i cotiledoni uguali (se sono ineguali, le foglie sono fortemente asimmetriche, le infiorescenze sono dei racemi unilaterali e i fiori sono fortemente bilabiati: sottofamiglia Didymocarpoideae, tribù Epithemateae, genere Rhynchoglossum); il nettario, se presente, spesso è formato da due ghiandole separate; l'ovario spesso è semi-infero o completamente infero; sia la forma dell'ovario che dei frutti è globosa o ovoide, raramente è allungata; i frutti sono delle capsule o delle bacche secche o carnose (le capsule non sono lunghe e cilindriche e ritorte);

- Sottofamiglia Gesnerioideae (non la tribù Coronanthereae).

- Gruppo 2B: la distribuzione di queste piante è relativa al Vecchio Mondo (ad eccezione del genere Rhynchoglossum); le piantine hanno i cotiledoni ineuguali; se il nettario è presente, normalmente ha delle forme a cupola, occasionalmente è lobato, ma mai consiste in ghiandole separate; l'ovario è sempre supero; i frutti normalmente sono delle capsule secche, raramente sono una bacca dura o carnosa (sottofamiglia Didymocarpoideae, tribù Trichosporeae, generi Cyrtandra e Rhynchotechum), o delle capsule cilindriche o meno spesso globose, talvolta ritorte;

- Gruppo 3A: la sezione trasversale della placenta ha una forma triangolare; l'ovario e i frutti hanno delle forme più o meno globose, non ritorte; i semi hanno delle forme a spirale con striature reticolate; le piante hanno un portamento carnoso-succulento, talvolta con foglie fortemente asimmetriche;

- Sottofamiglia Didymocarpoideae, tribù Epithemateae.

- Gruppo 3B: la sezione trasversale della placenta ha una forma lamellare, ricurva o revoluta; l'ovario e i frutti normalmente hanno delle forme allungate, raramente ovoidi o globose; le valve dei frutti sono diritte o ritorte; i semi hanno dei reticoli diritti o varie ornamentazioni; le piante raramente hanno un portamento carnoso-succulento;

- Sottofamiglia Didymocarpoideae, tribù Trichosporeae.

### Generi presenti in Europa
Nell'areale Europeo-Mediterraneo sono presenti solamente tre generi della famiglia Gesneriaceae:
- Sottofamiglia Didymocarpoideae

Tribù Trichosporeae
Genere Haberlea Friv.
Specie Haberlea rhodopensis Friv. - Distribuzione: Bulgaria e Grecia
Genere Jancaea Boiss.
Specie Jancaea heldreichii (Boiss.) Boiss. - Distribuzione: Grecia
Genere Ramonda Rich.
Specie Ramonda myconi  (L.) Rchb. - Distribuzione: Francia e Spagna
Specie Ramonda nathaliae  Pancic & Petrovic - Distribuzione: Grecia e Serbia
Specie Ramonda serbica  Pancic - Distribuzione: Penisola Balcanica (meridionale)
In Italia, allo stato spontaneo, non è presente nessuna specie di questa famiglia.

### Sinonimi
L'entità di questa voce ha avuto nel tempo diverse nomenclature. L'elenco seguente indica alcuni tra i sinonimi più frequenti:
- Cyrtandraceae Jack
- Didymocarpaceae D. Don
- Ramondaceae Godron

## Usi

### Farmacia
Secondo la medicina popolare asiatica le piante della famiglia curano la dissenteria, le coliche, le costipazioni. I tuberi di alcune specie hanno proprietà emollienti e toniche.

### Giardinaggio
Le piante di questa famiglia sono particolarmente apprezzate per la loro bellezza ornamentale; in particolare molte specie sono provviste di grandi e vistosi fiori con vivaci colorazioni. I generi più usati in floricoltura sono Episcia, Columnea, Aeschynanthus, Streptocarpus e Sinningia; quest'ultima spesso dai giardinieri viene chiama erroneamente  "gloxinia".

## Alcune specie

### Sottofamiglia Didymocarpoideae

#### Tribù Epithemateae

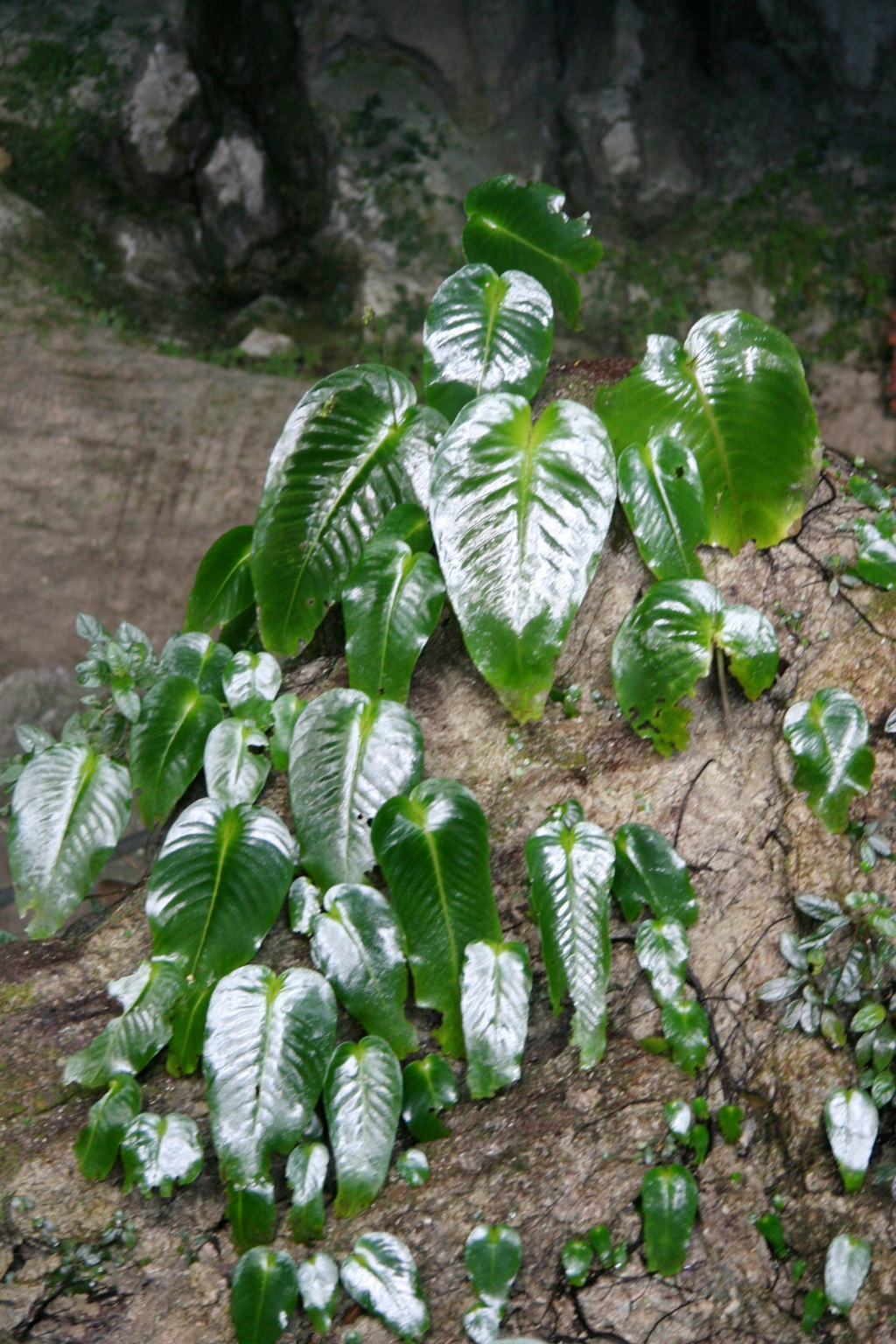
Monophyllaea glauca
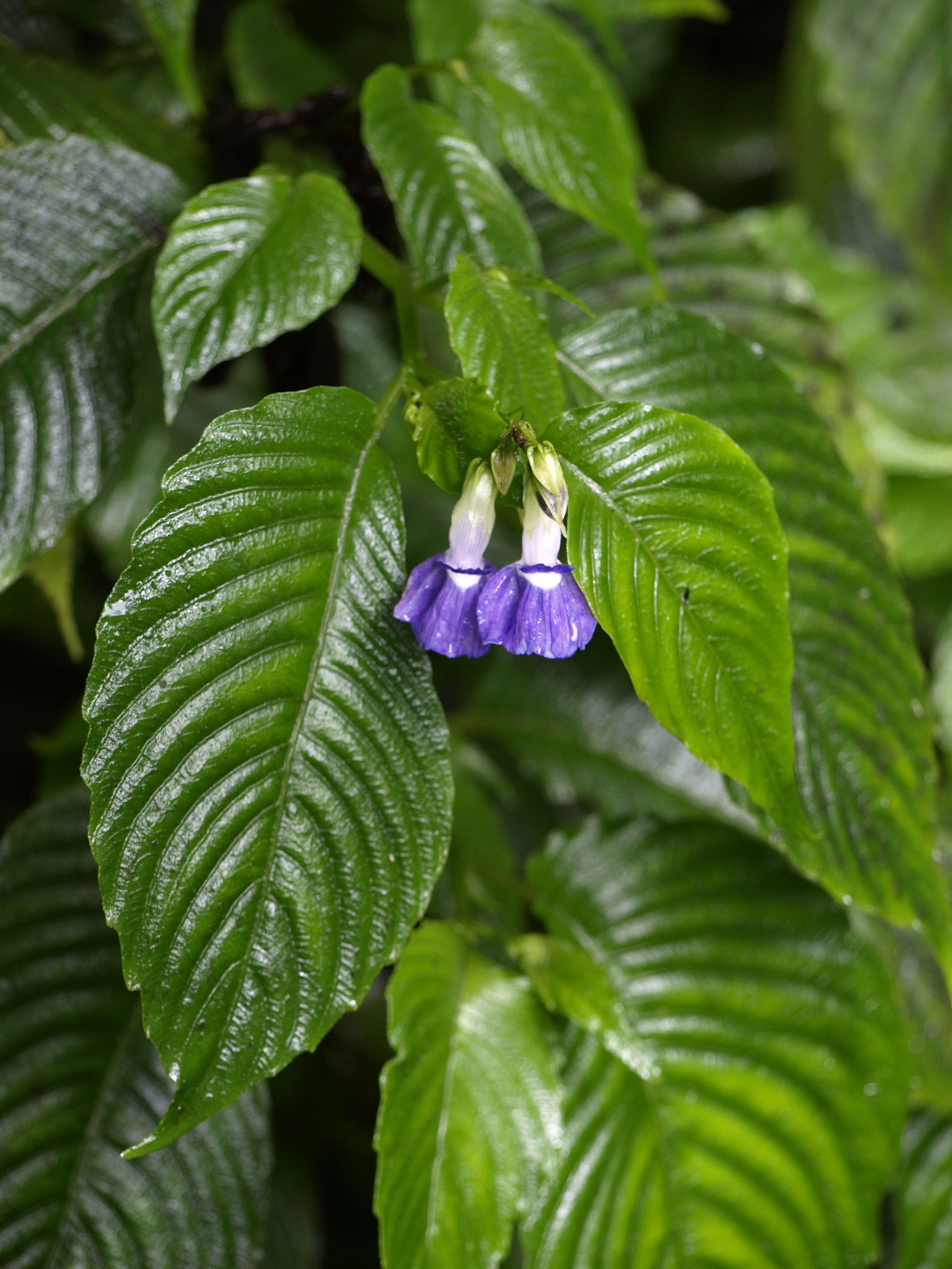
Rhychoglossum azureum
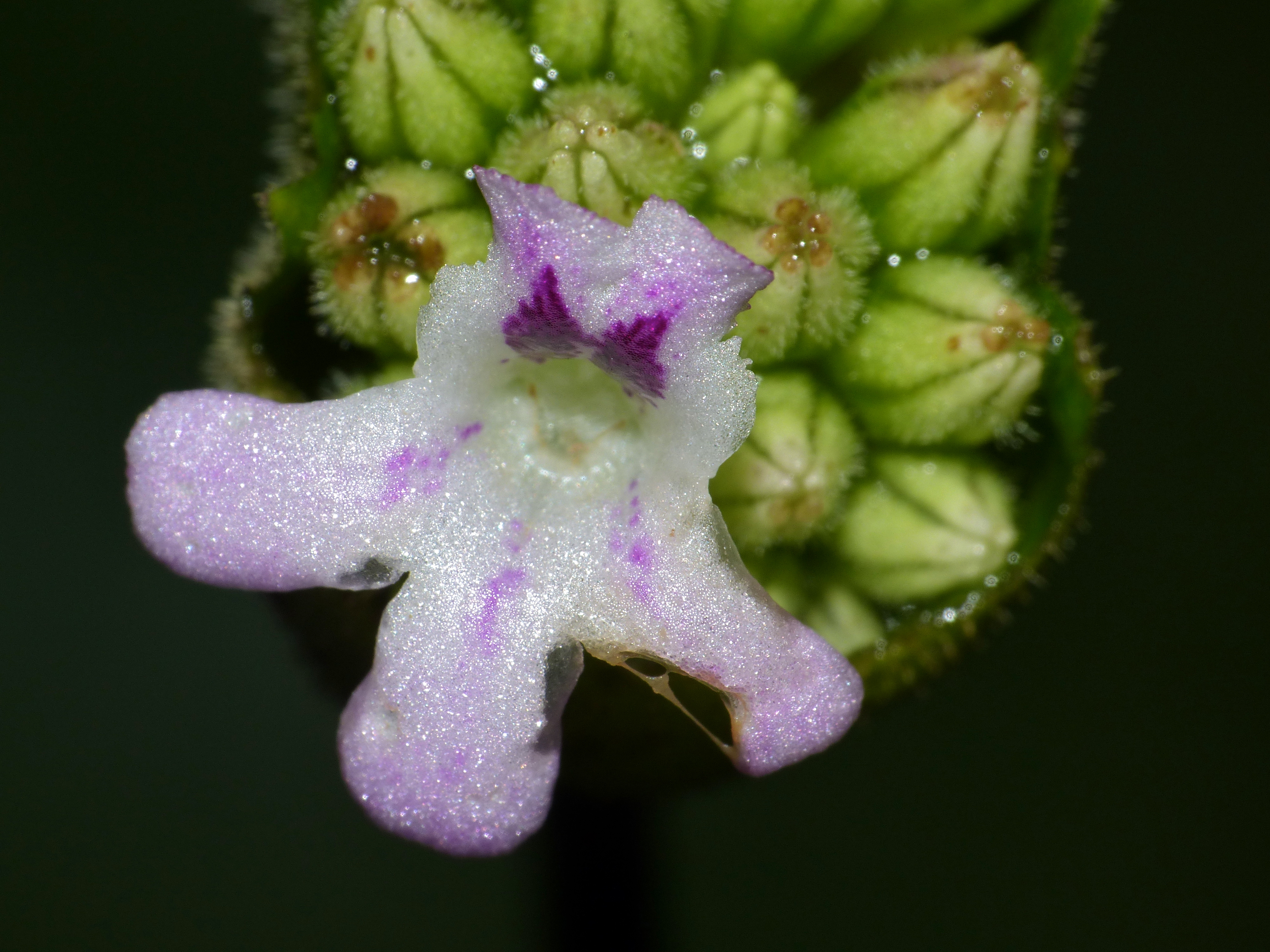
Epithema sarawakense

#### Tribù Trichosporeae

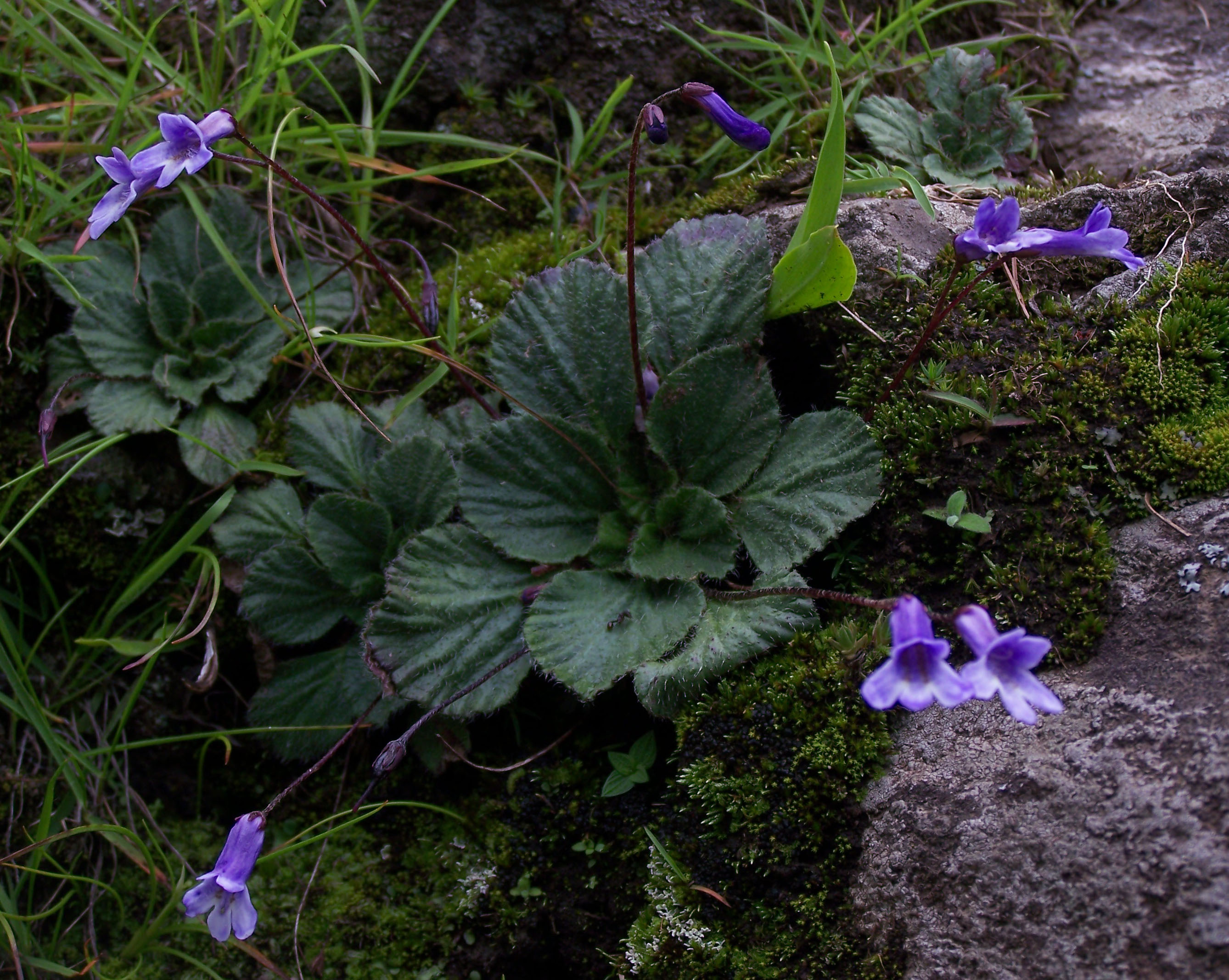
Corallodiscus lanuginosus
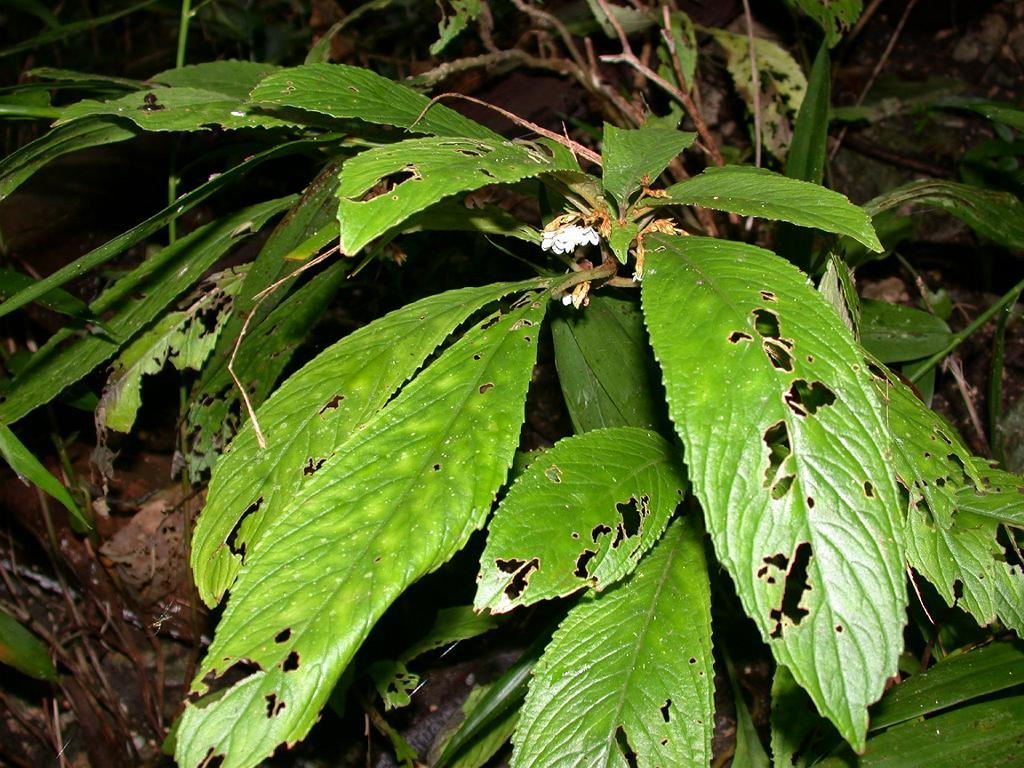
Rhynchotechum discolor
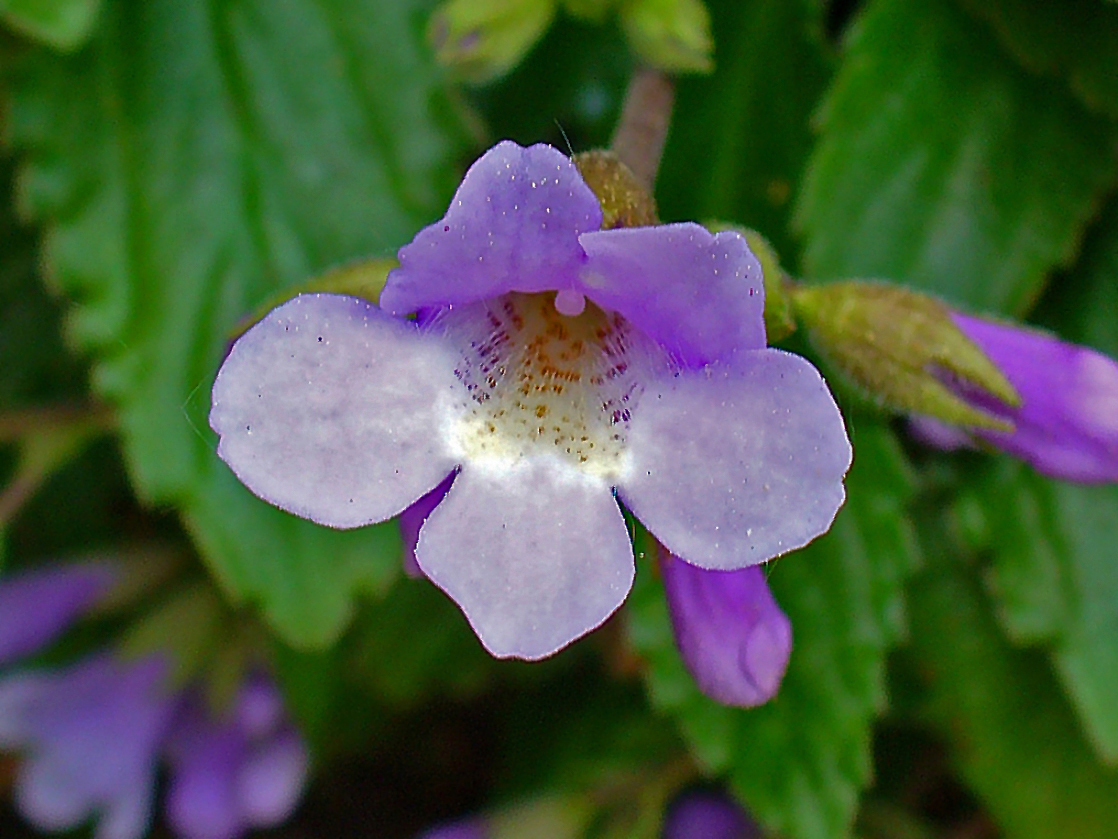
Haberlea rhodopensis
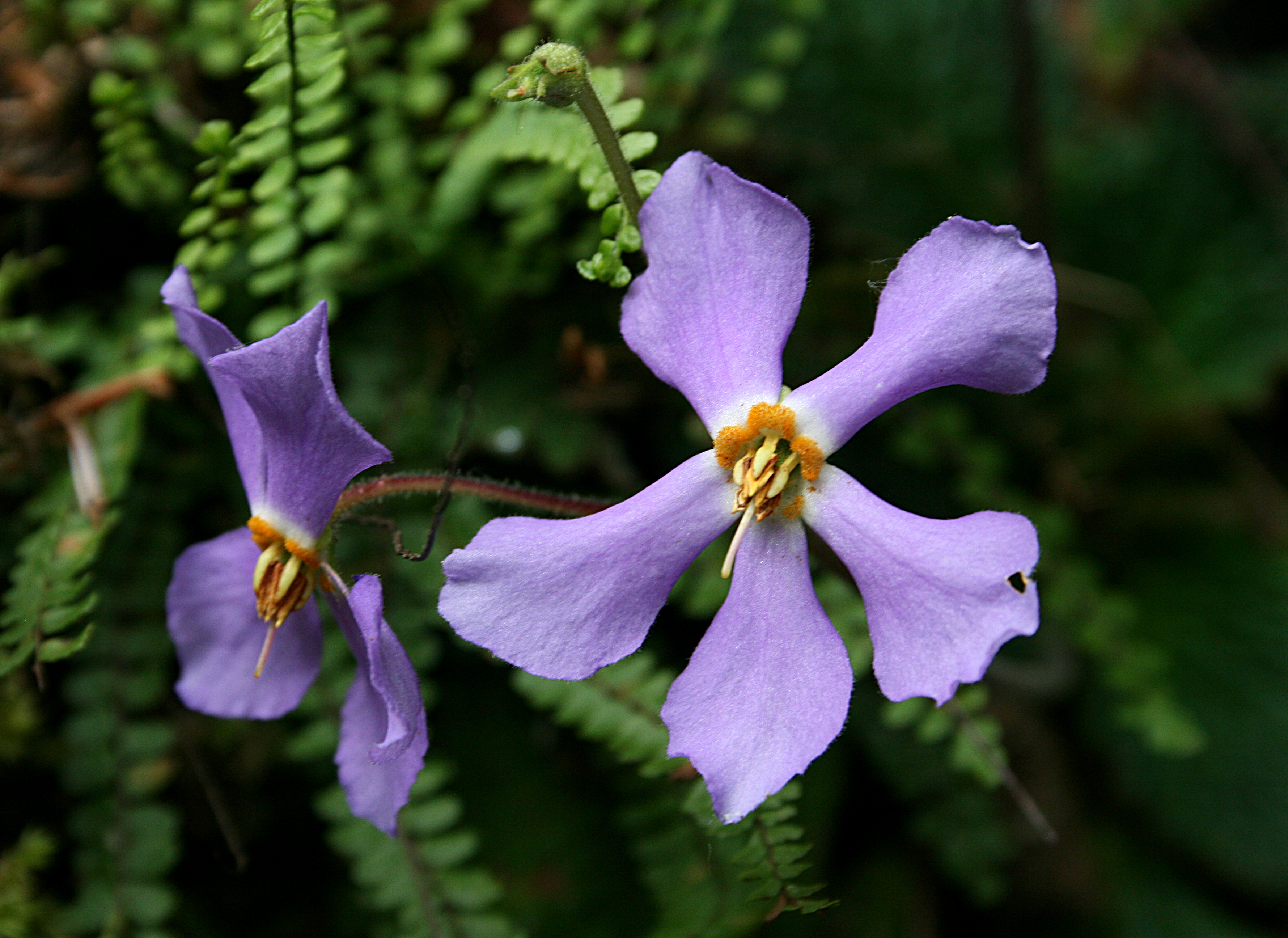
Ramonda myconi
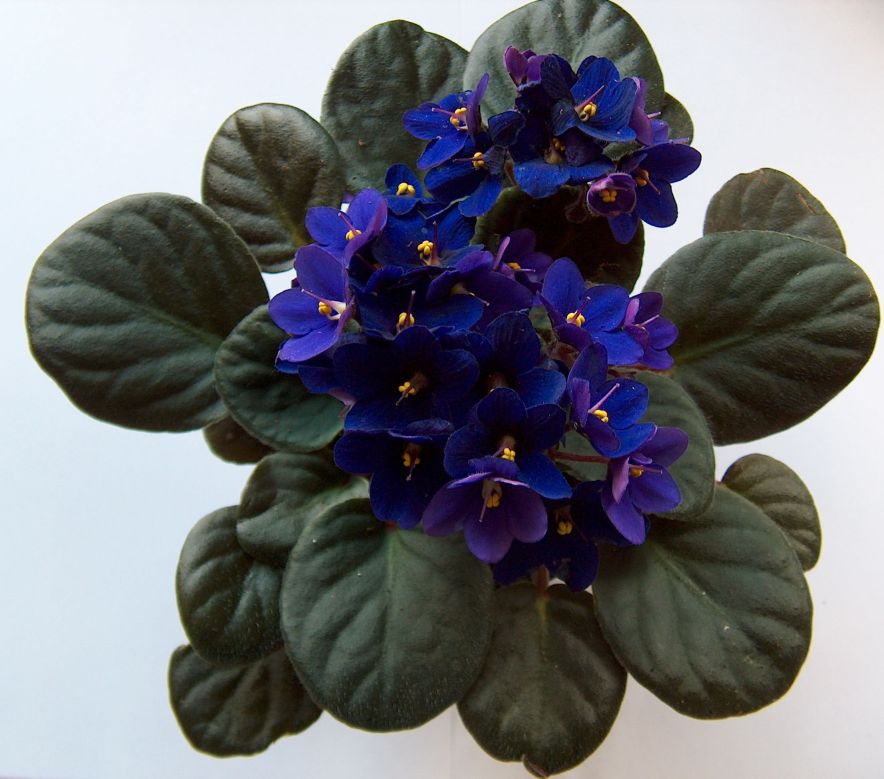
Streptocarpus ionanthus
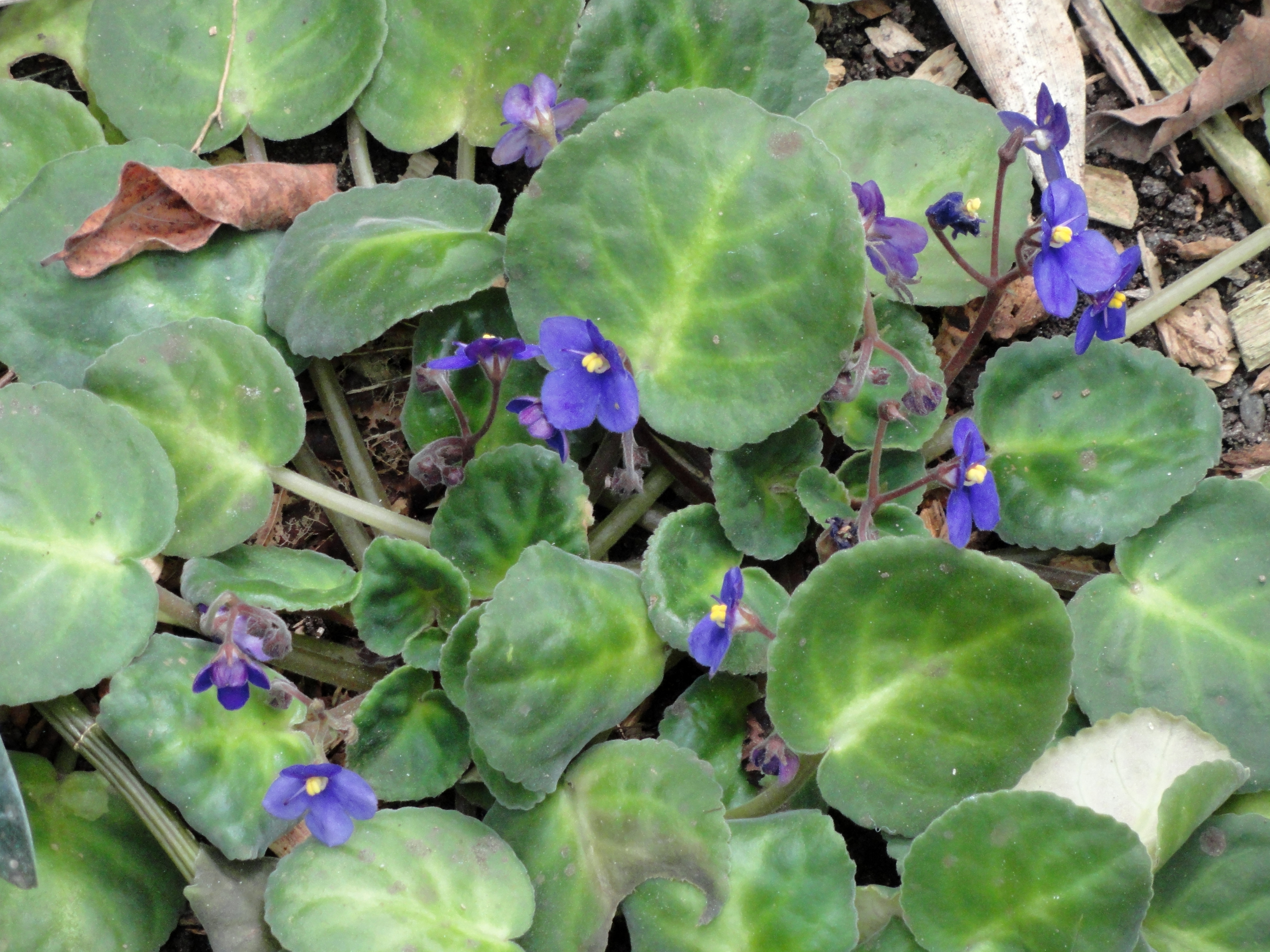
Streptocarpus brevipilosus
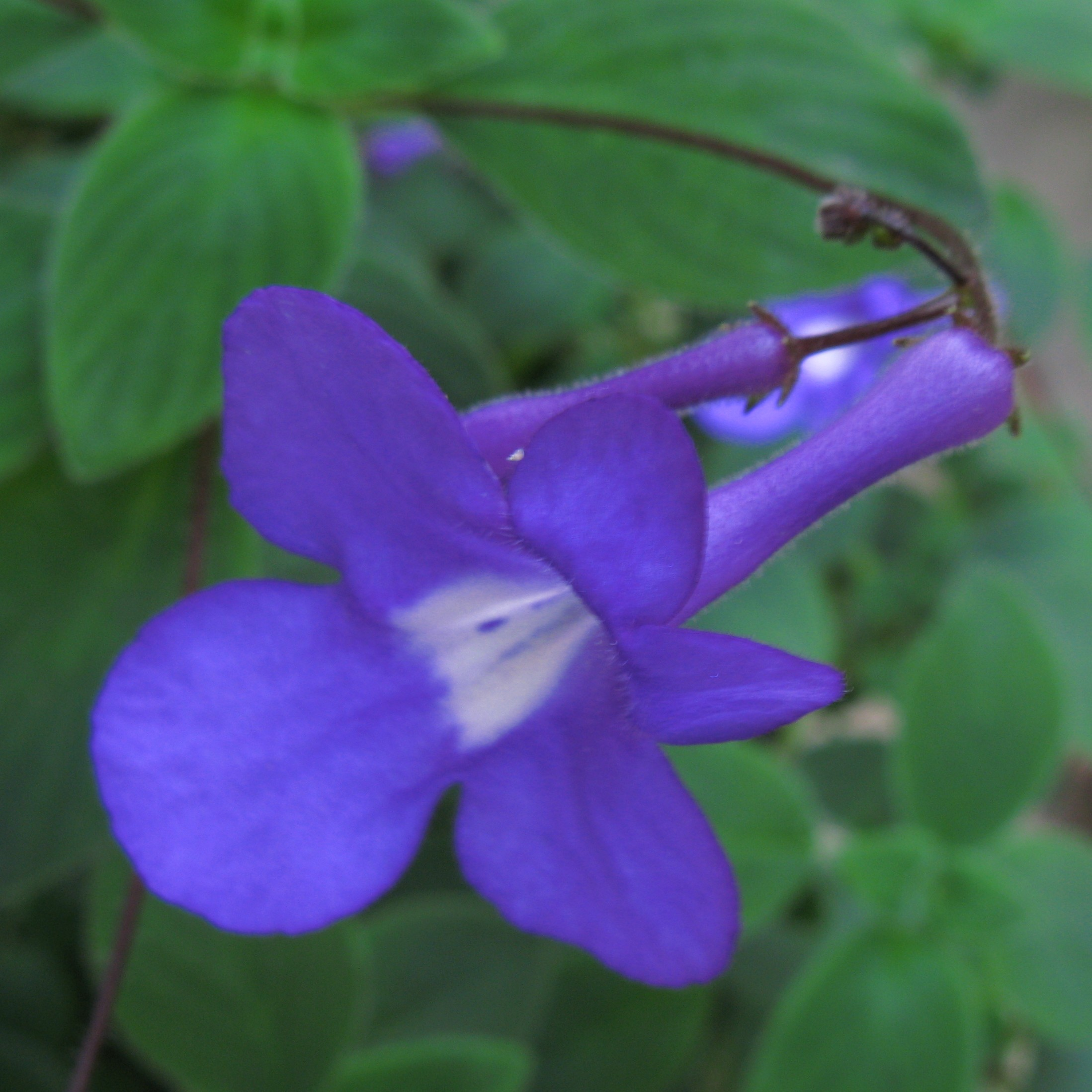
Streptocarpus caulescens
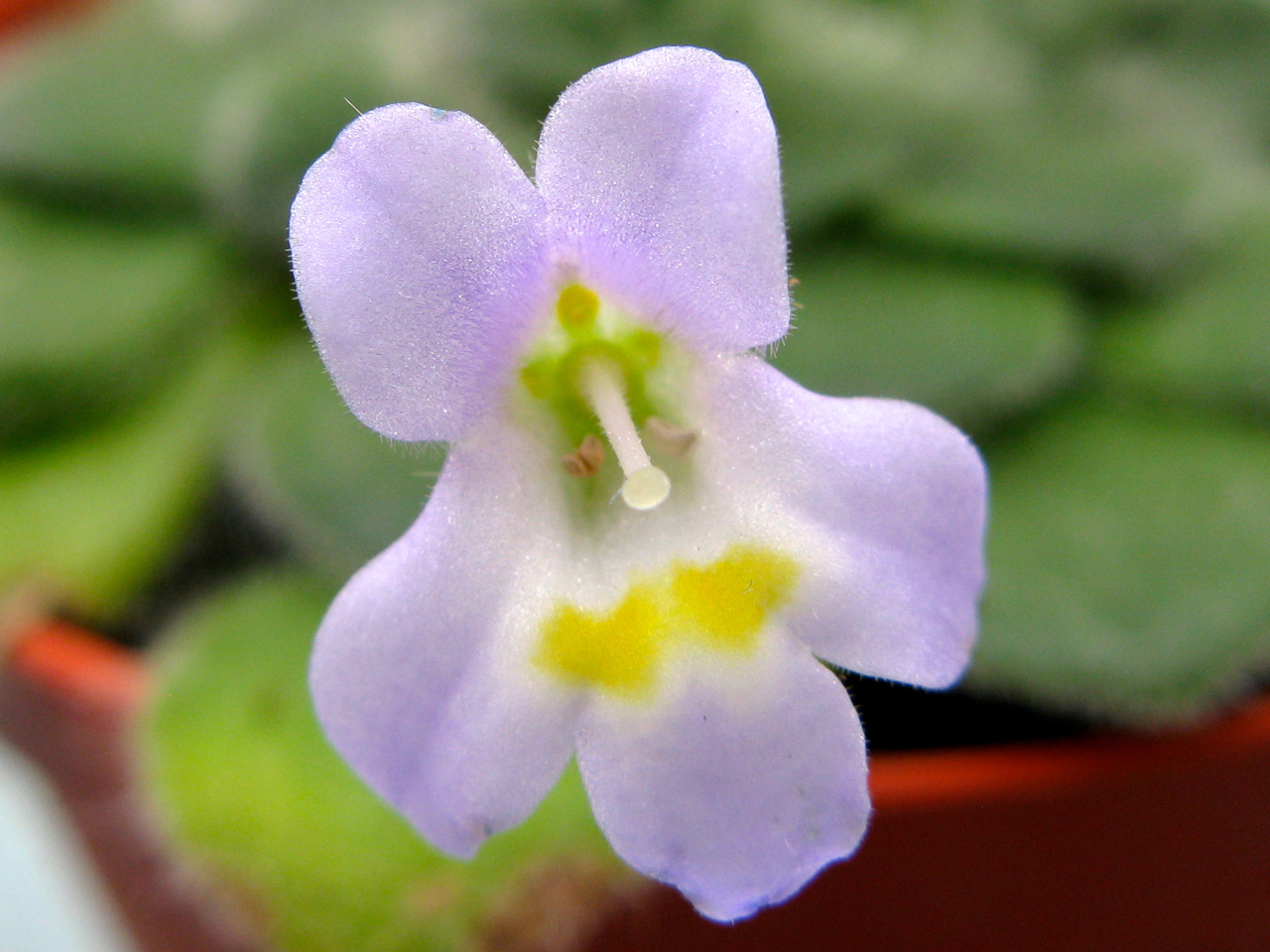
Petrocosmea forrestii
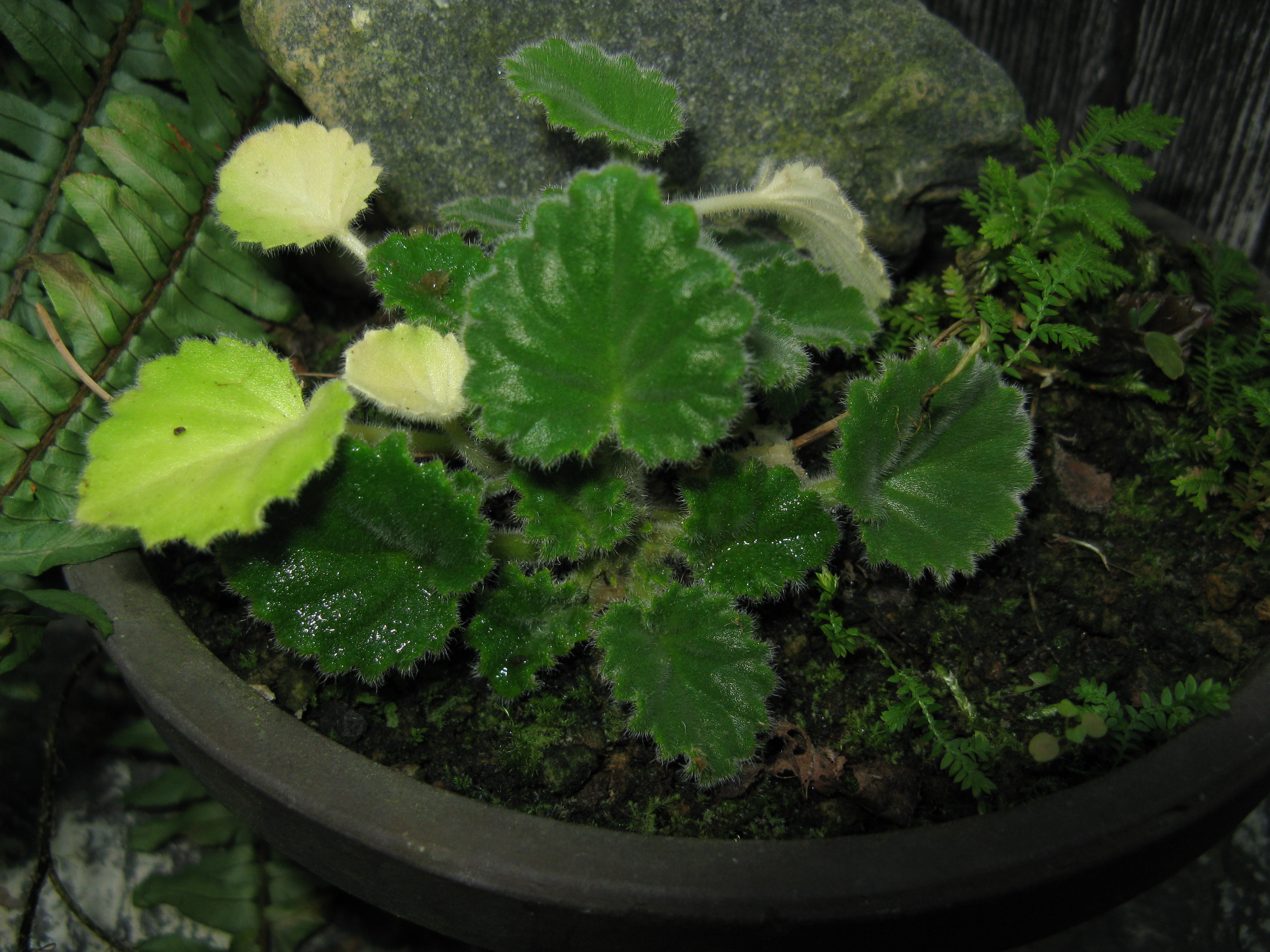
Opithandra primuloides
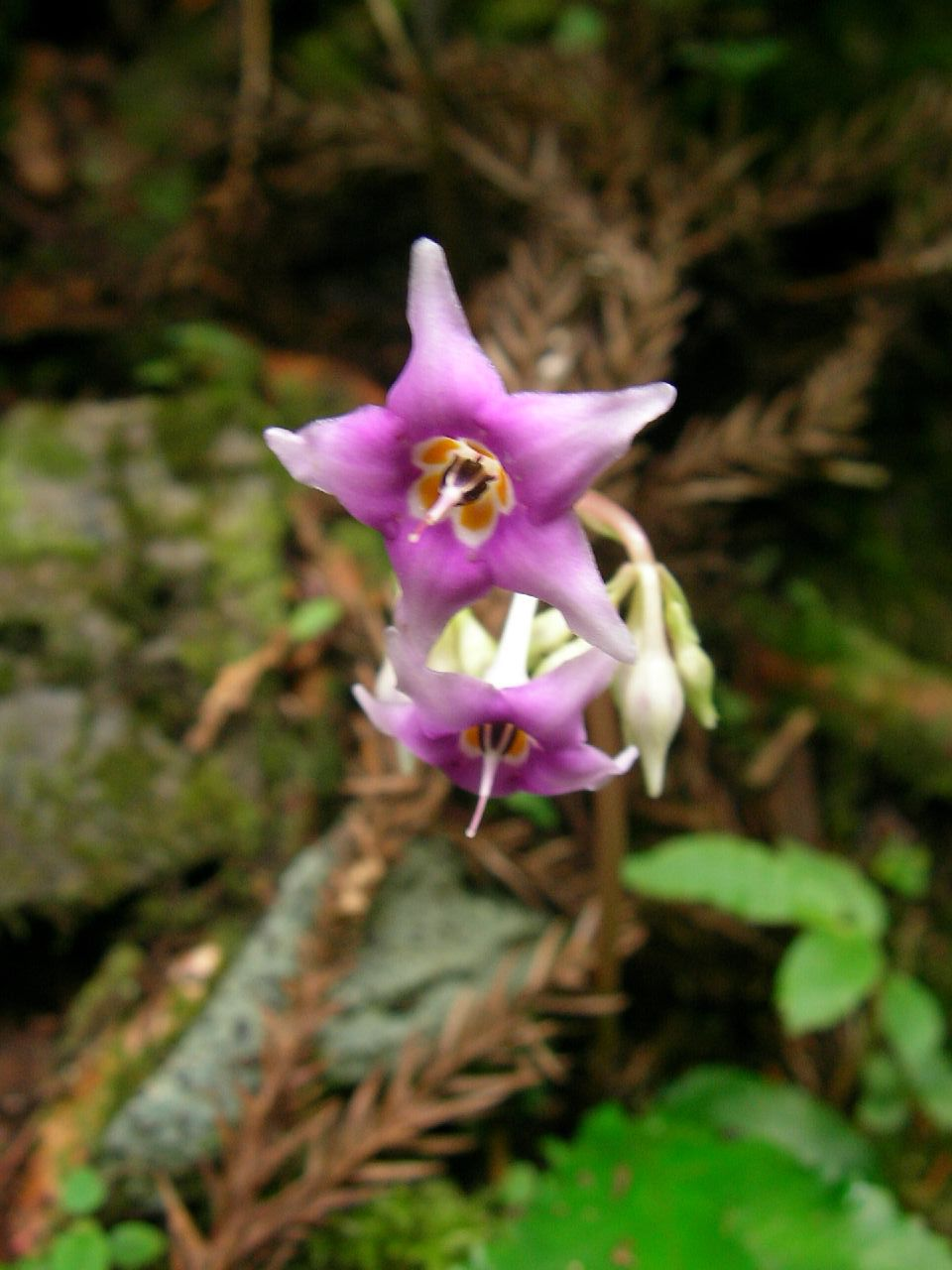
Conandron ramondioides
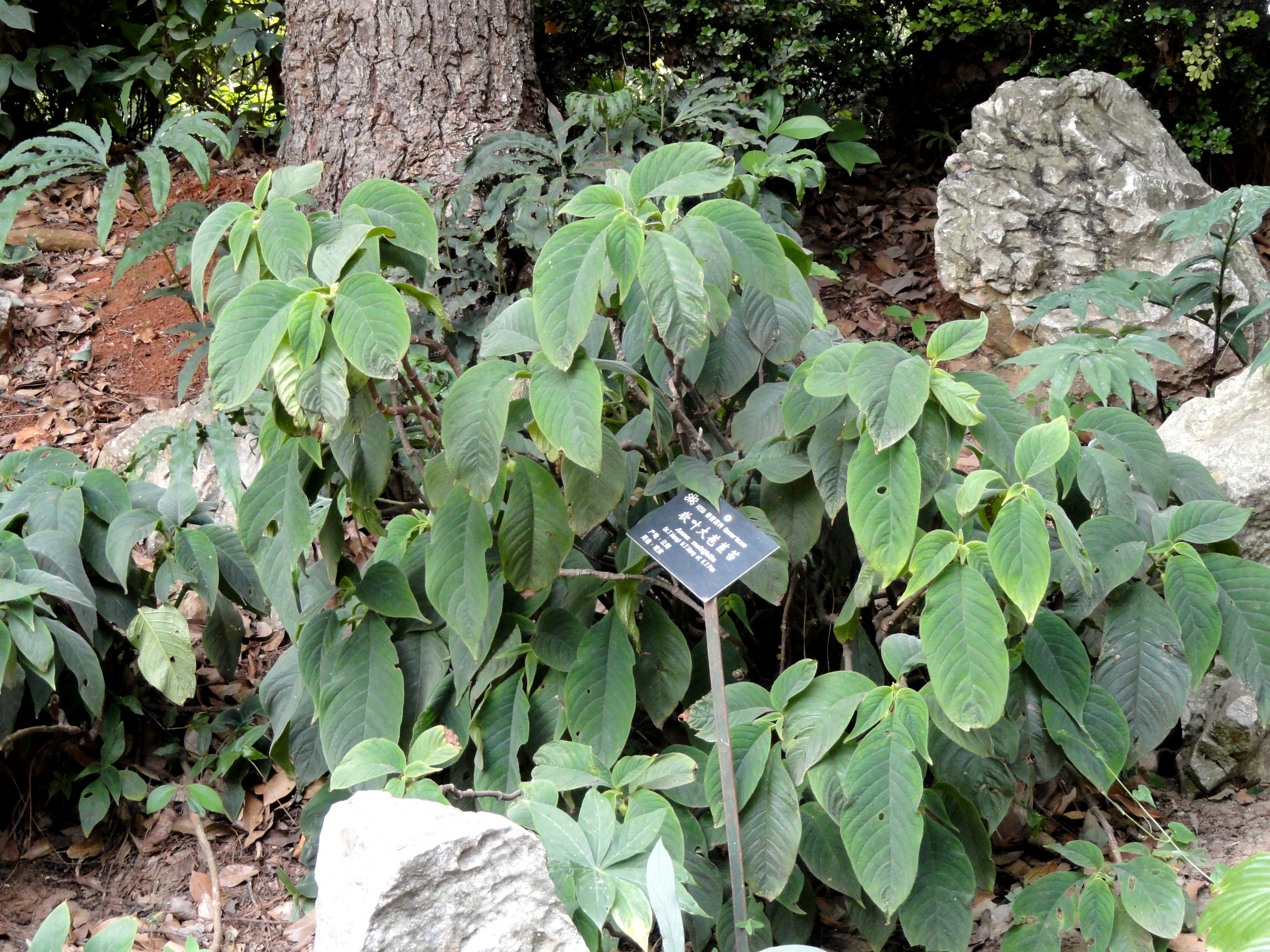
Anna mollifolia
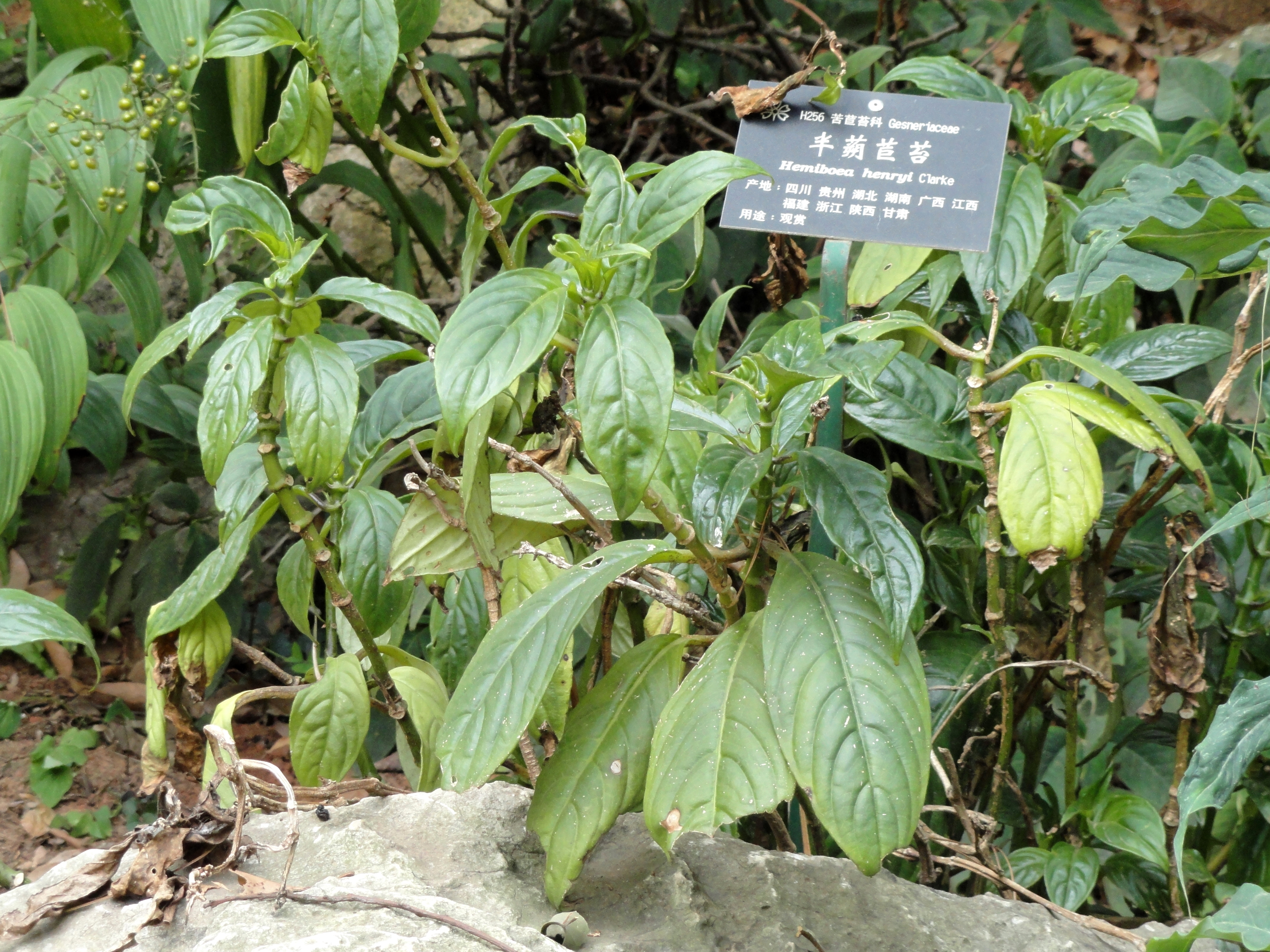
Hemiboea subcapitata

### Sottofamiglia Gesnerioideae

#### Tribù Gesnerieae

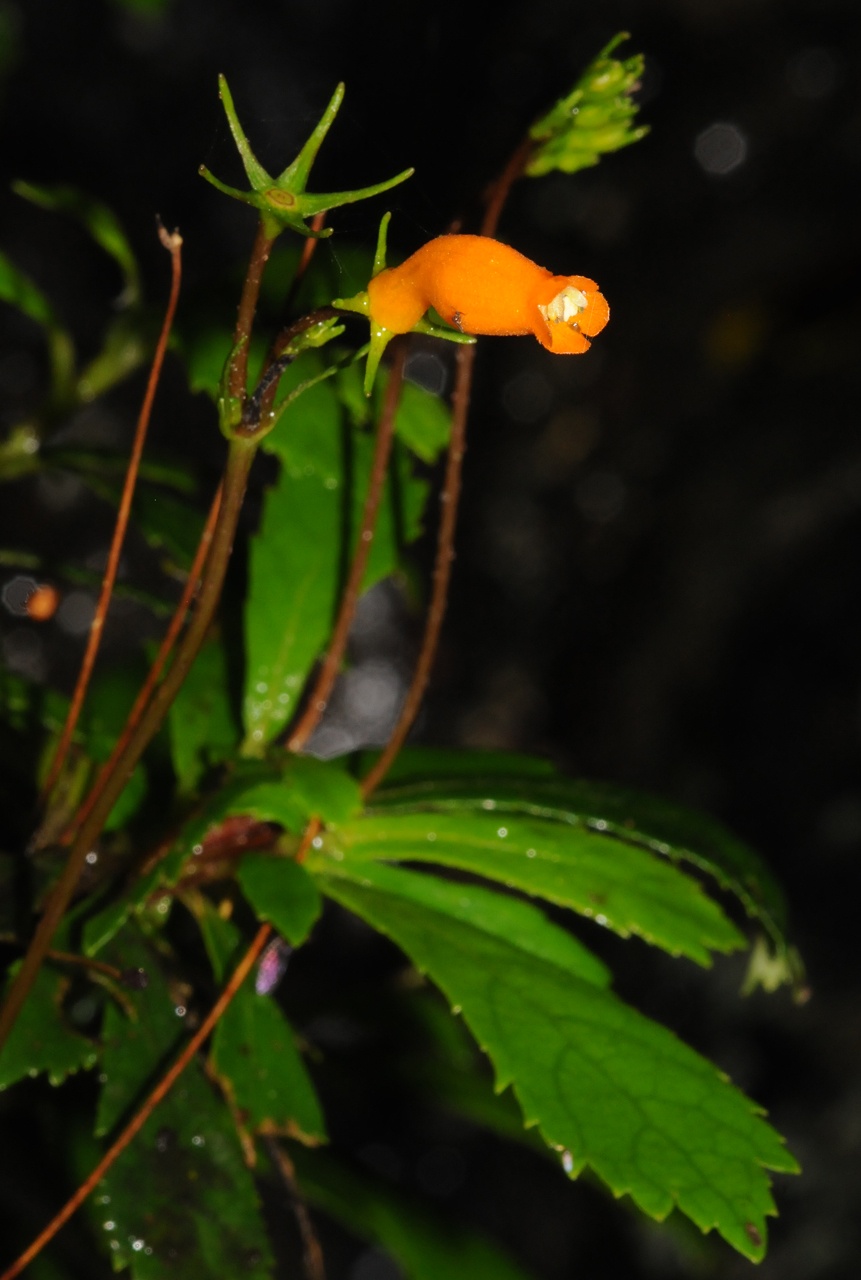
Gesneria pauciflora
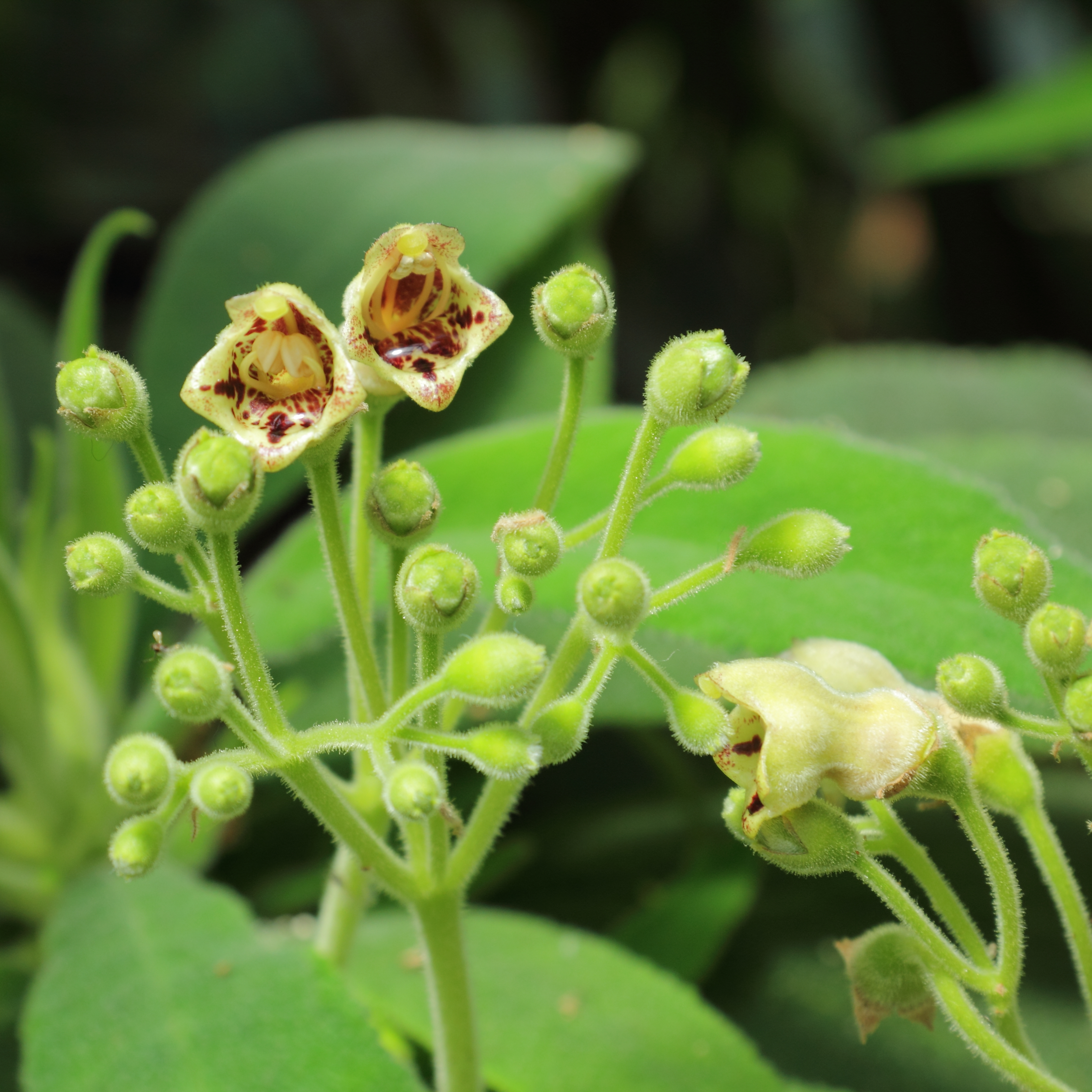
Rhytidophyllum exsertum
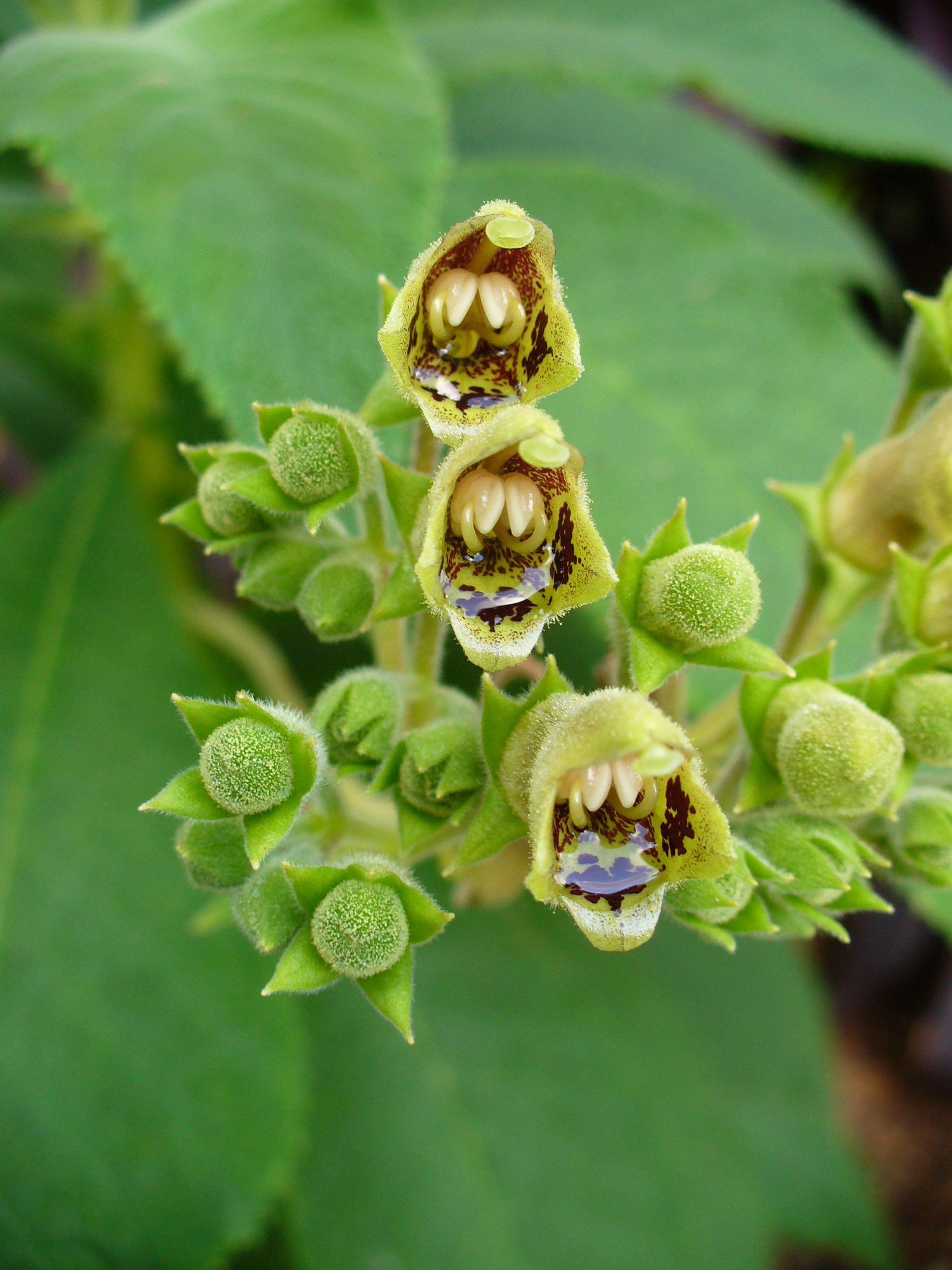
Rhytidophyllum tomentosum

#### Tribù Gloxinieae

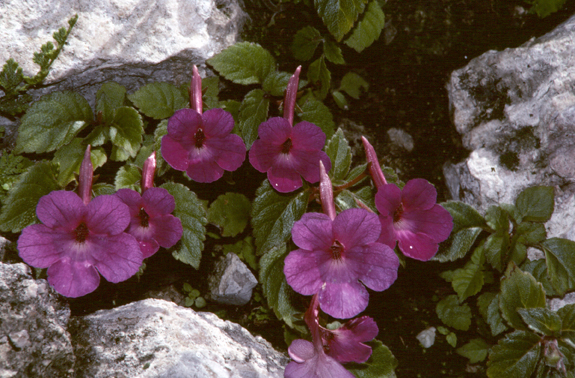
Achimenes grandiflora
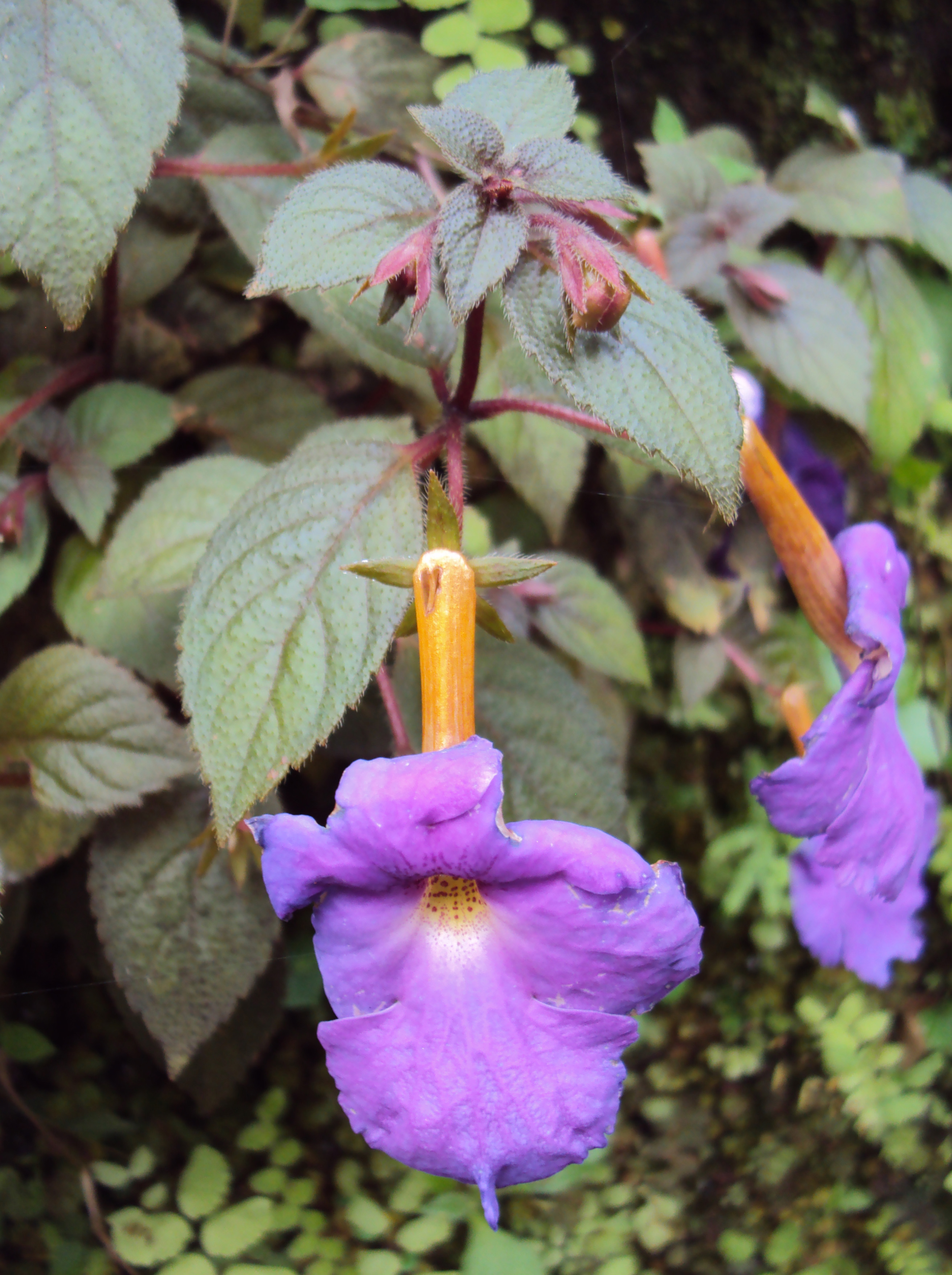
Achimenes longiflora
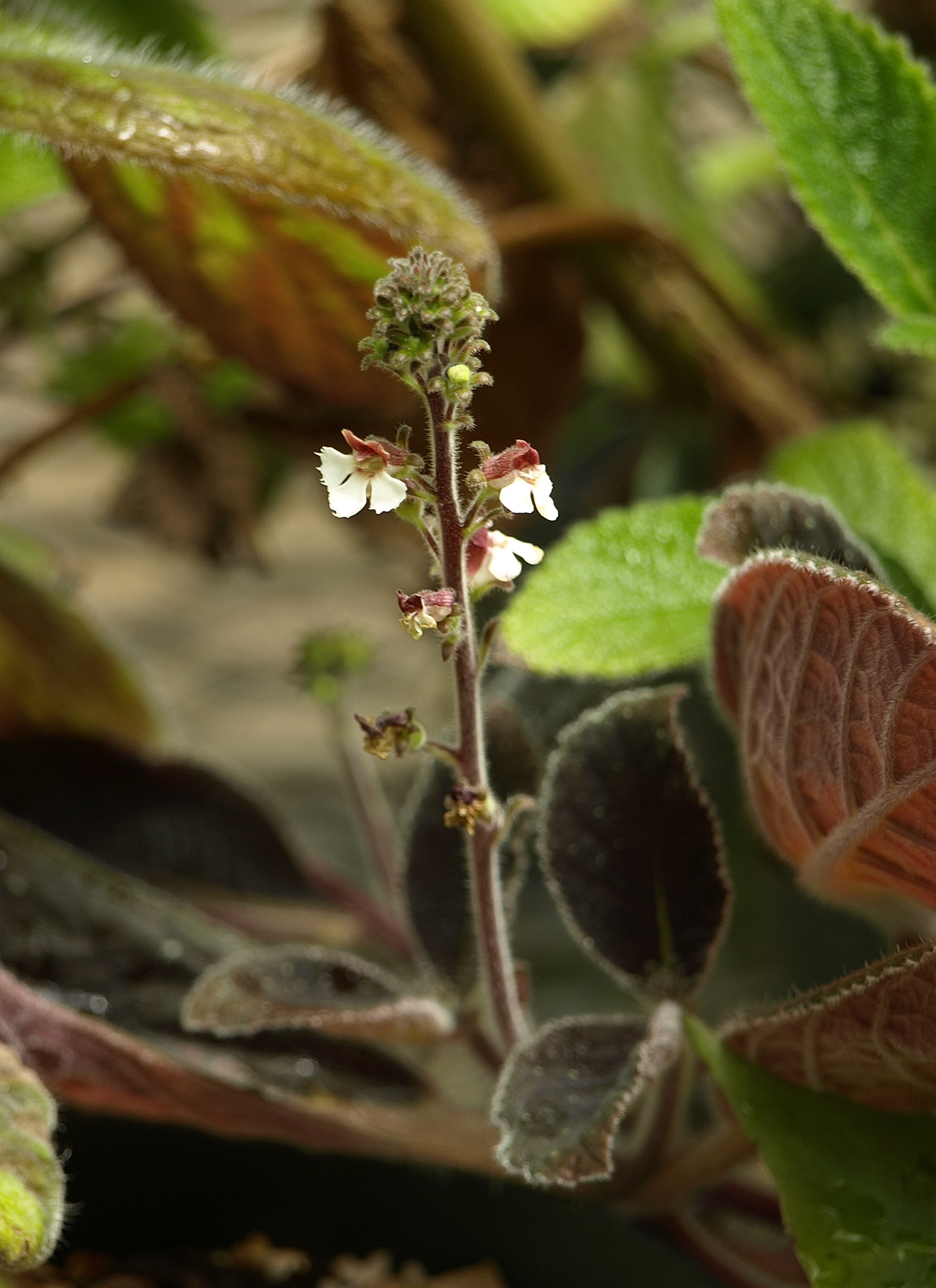
Gloxinia erinoides
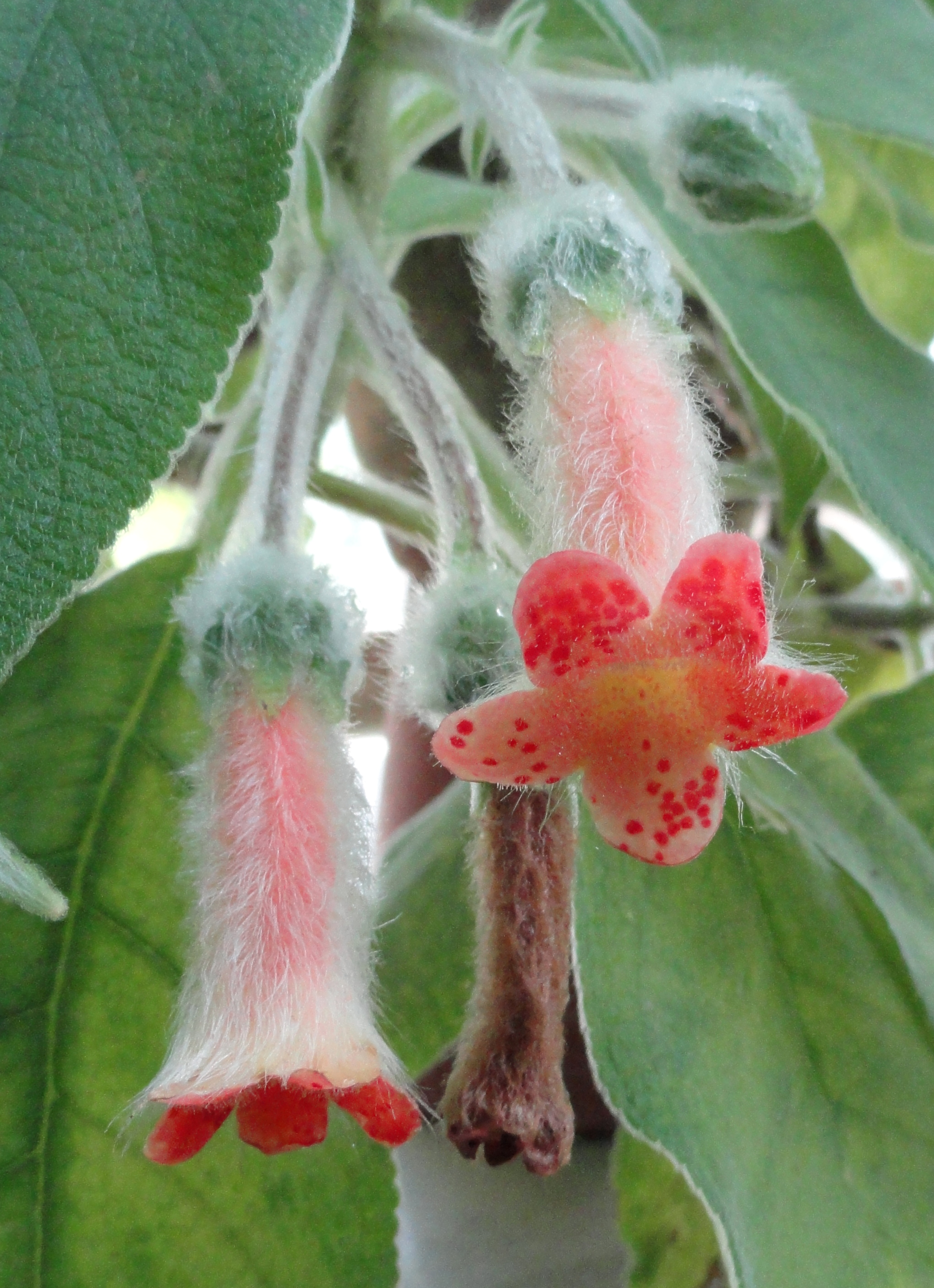
Kohleria peruviana
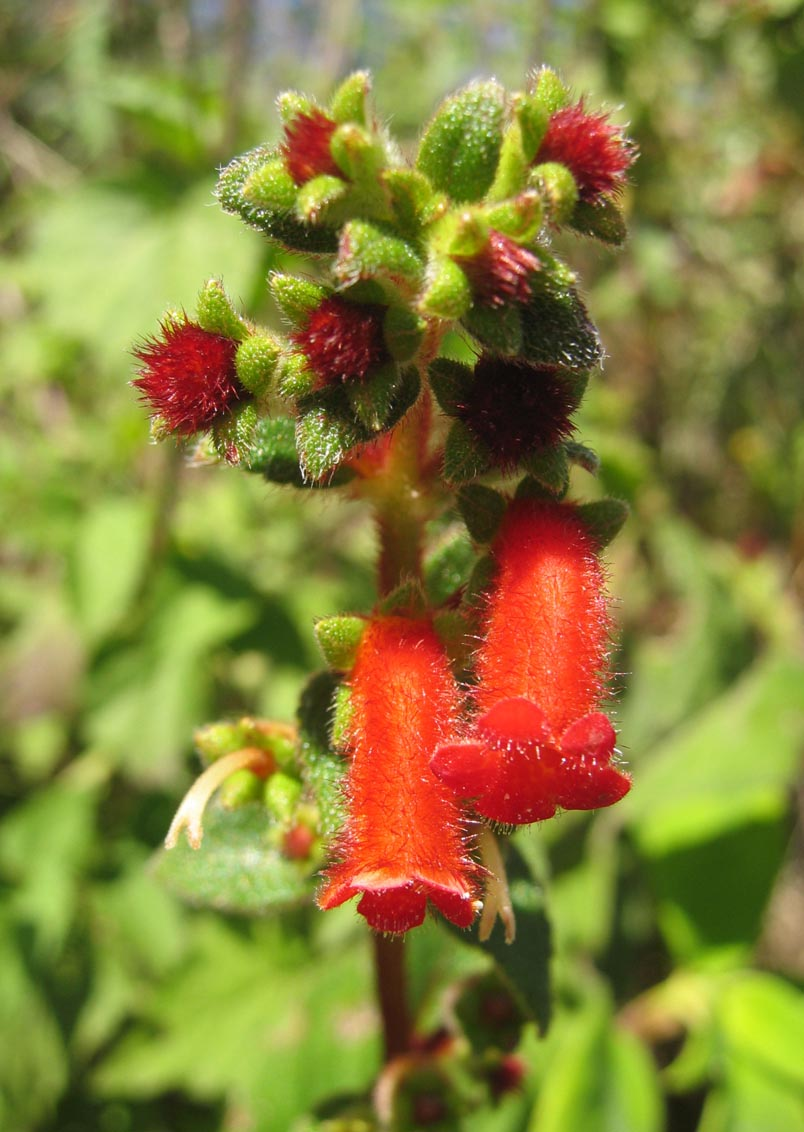
Kohleria spicata
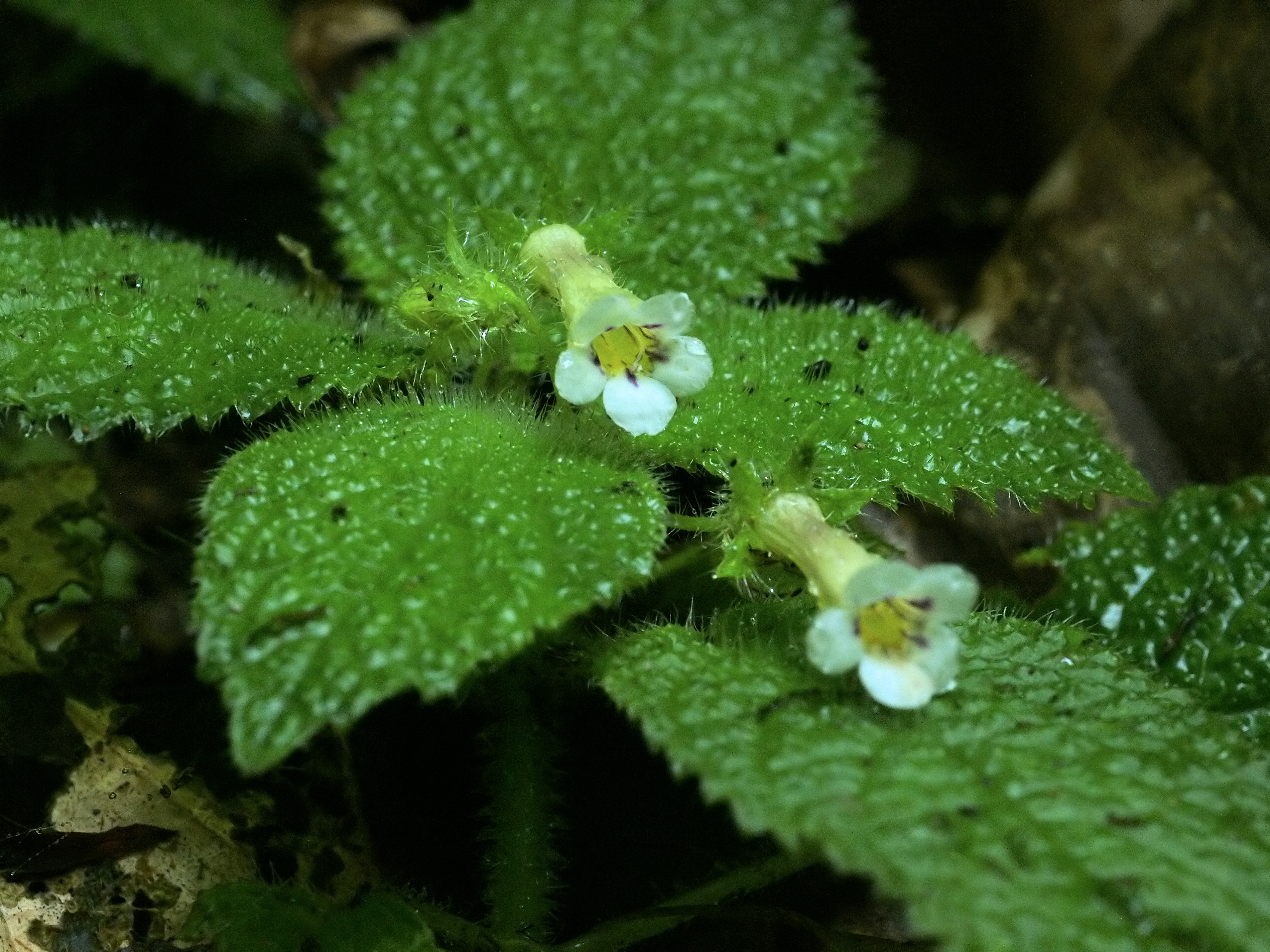
Diastema affine

#### Tribù Episcieae

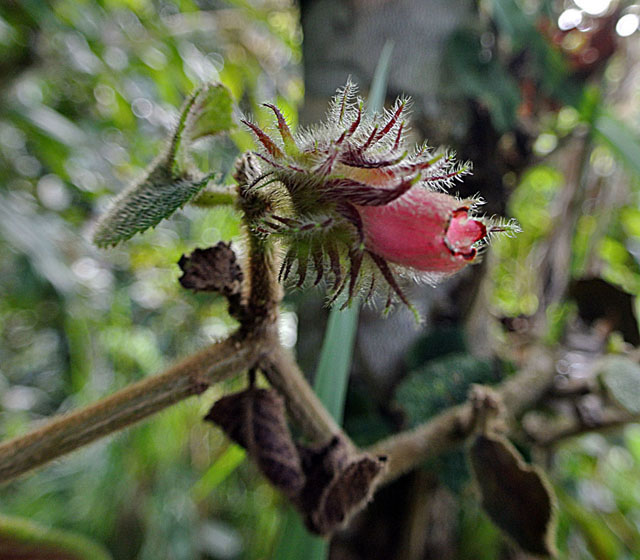
Alloplectus weirii
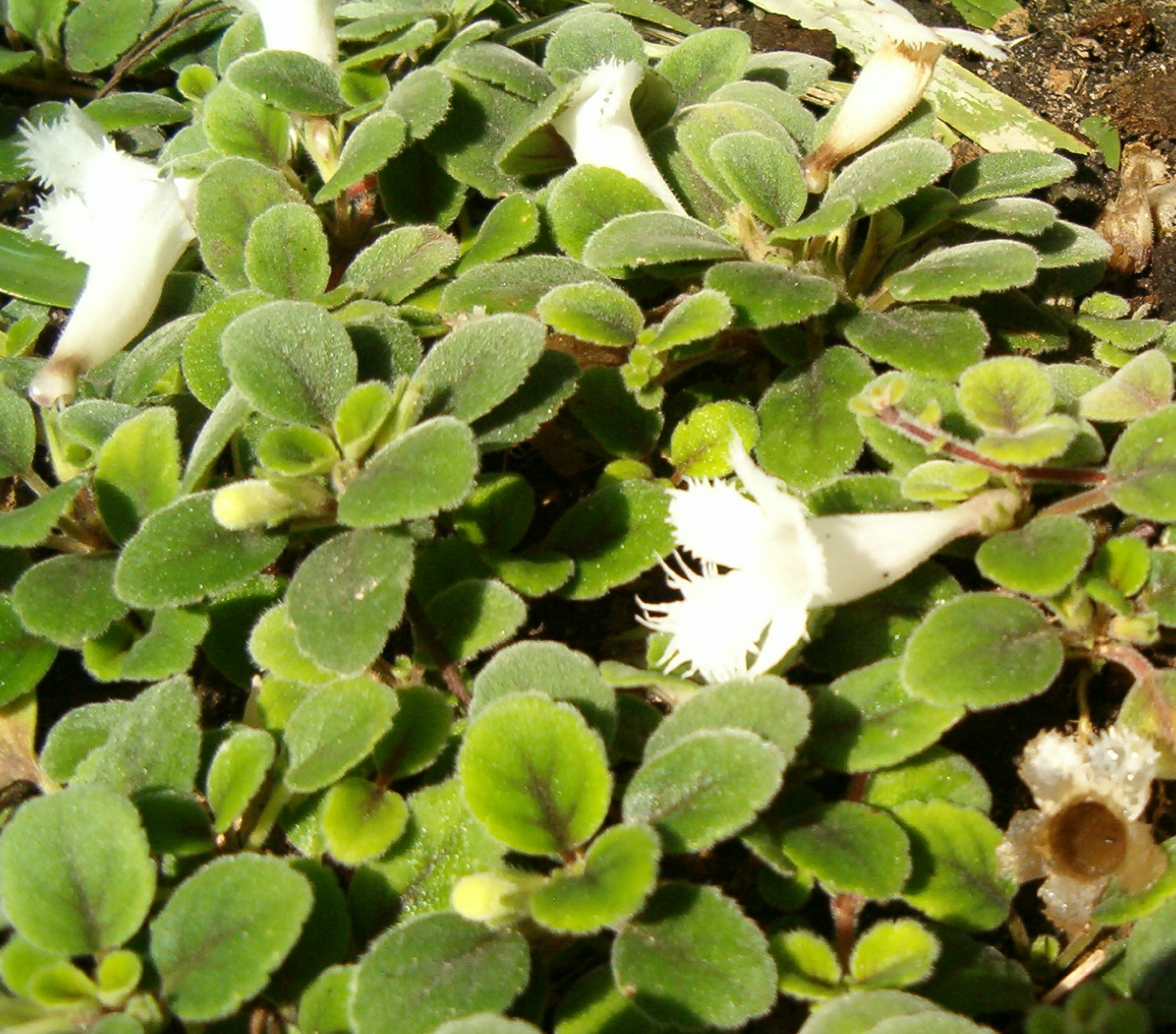
Alsobia dianthiflora
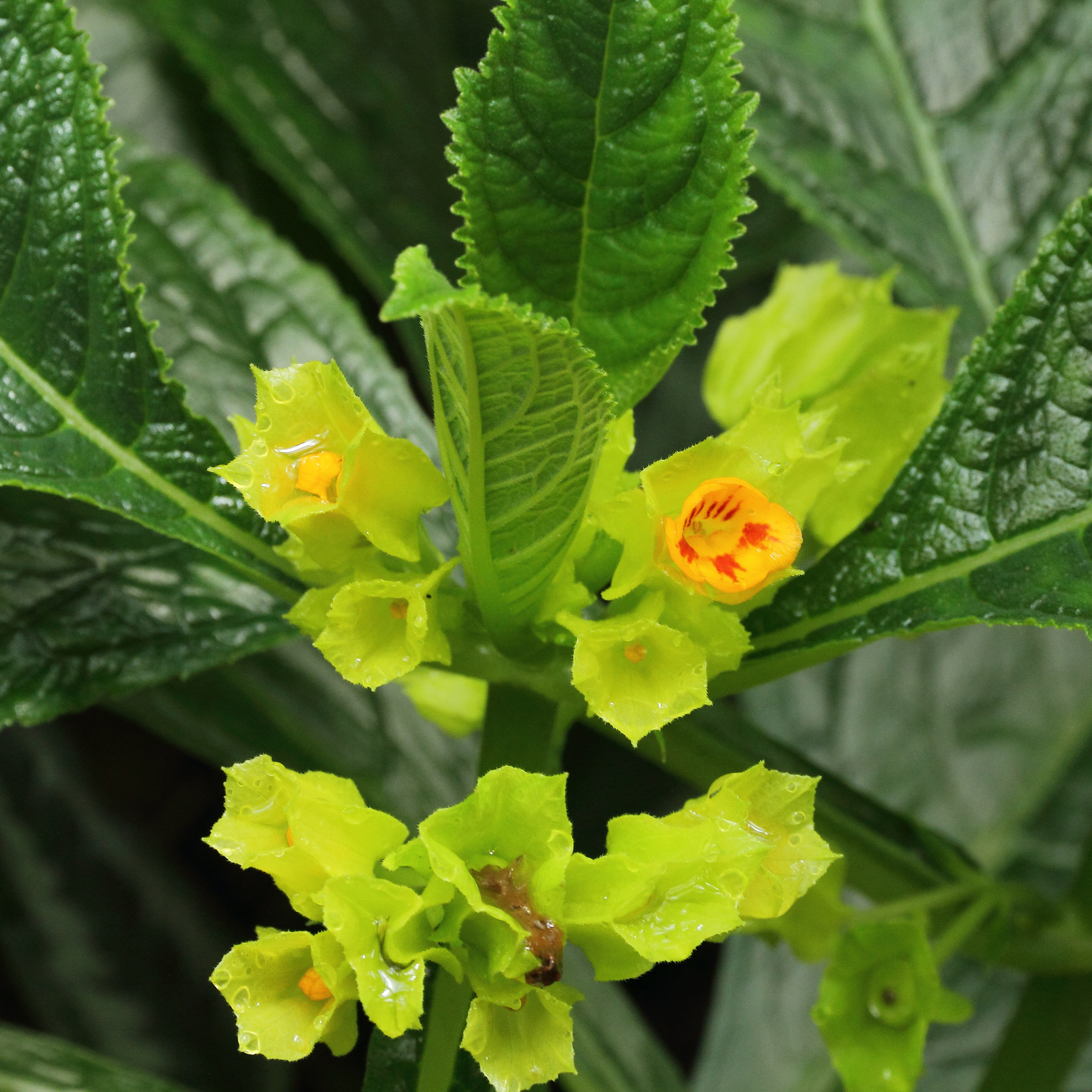
Chrysothemis friedrichsthaliana
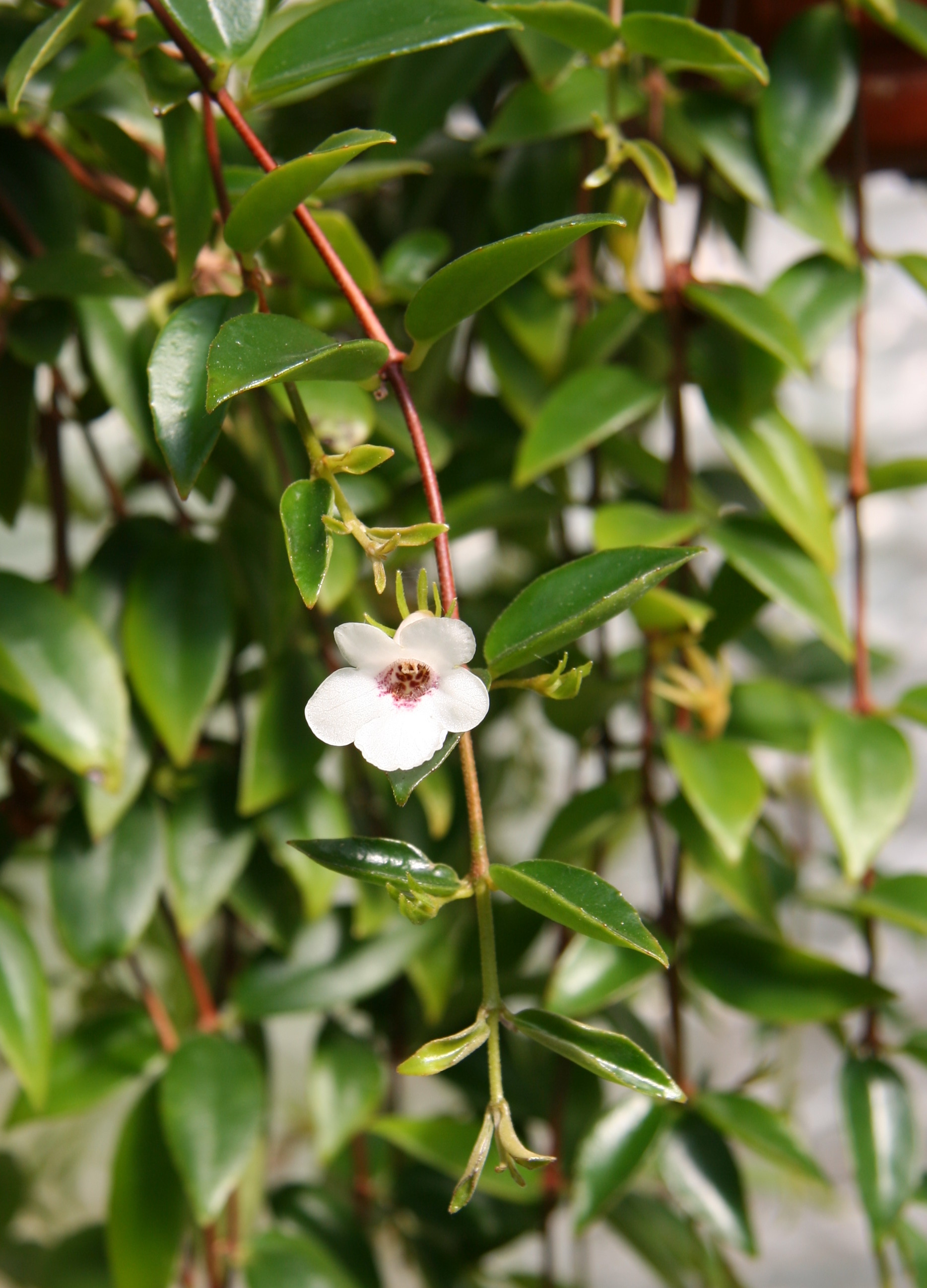
Codonanthe gracilis
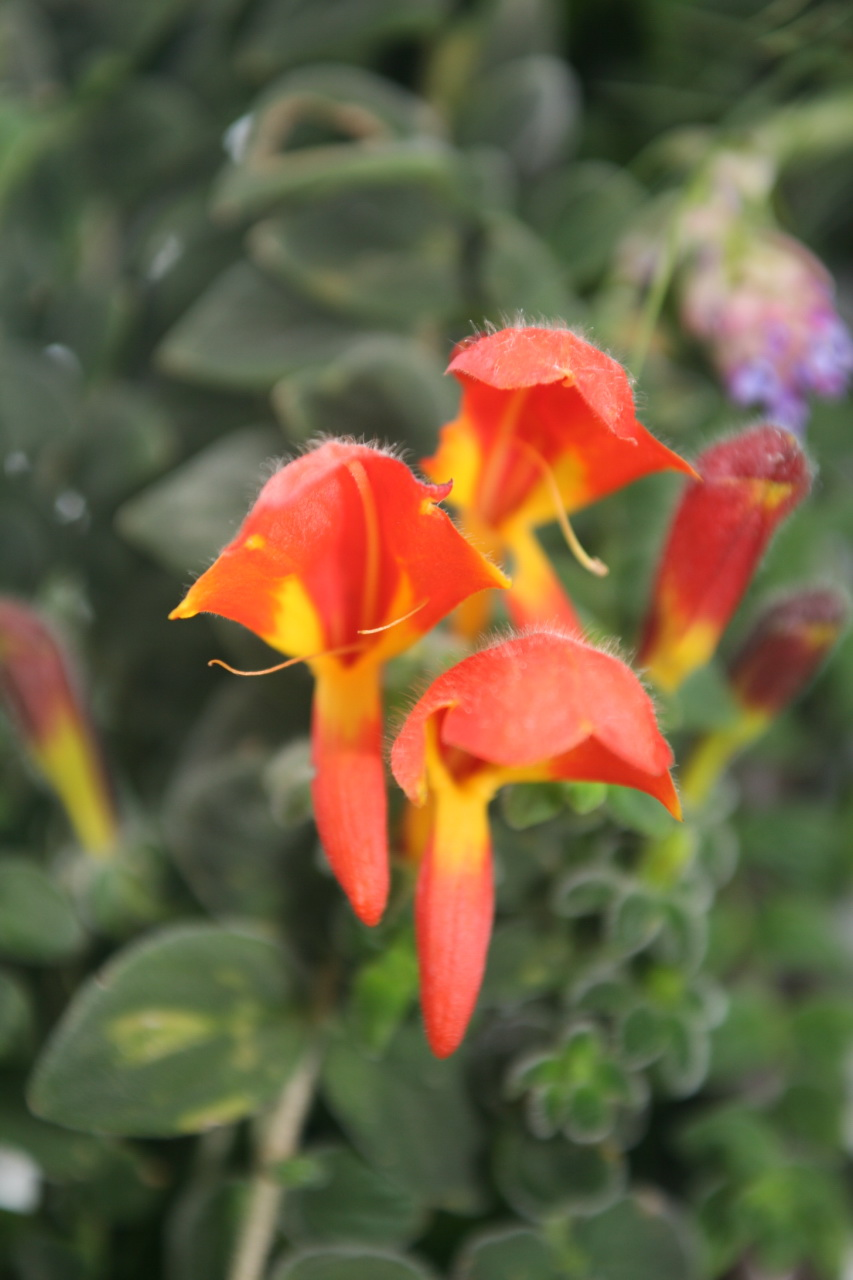
Columnea gloriosa
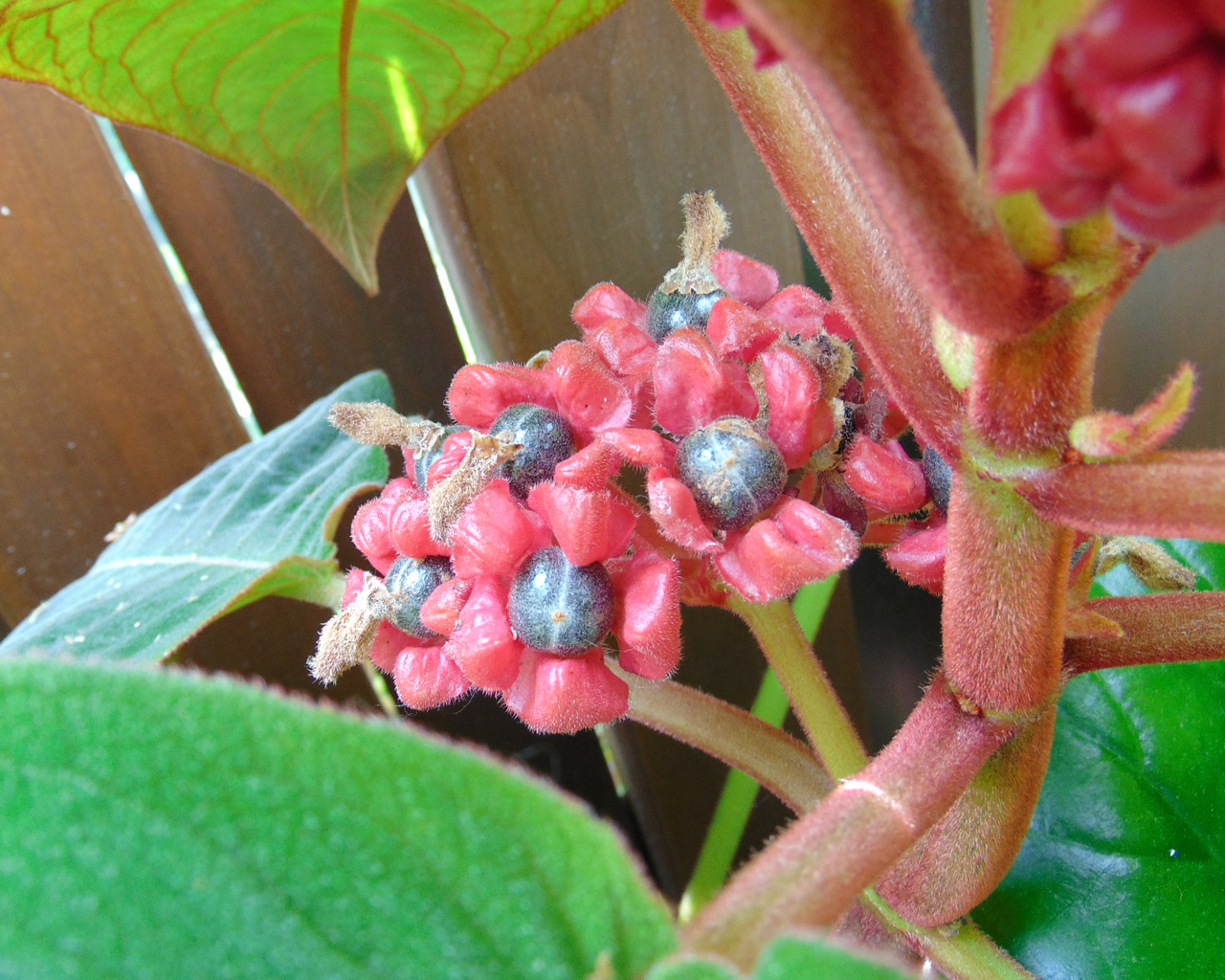
Corytoplectus capitatus

#### Tribù Sinningieae

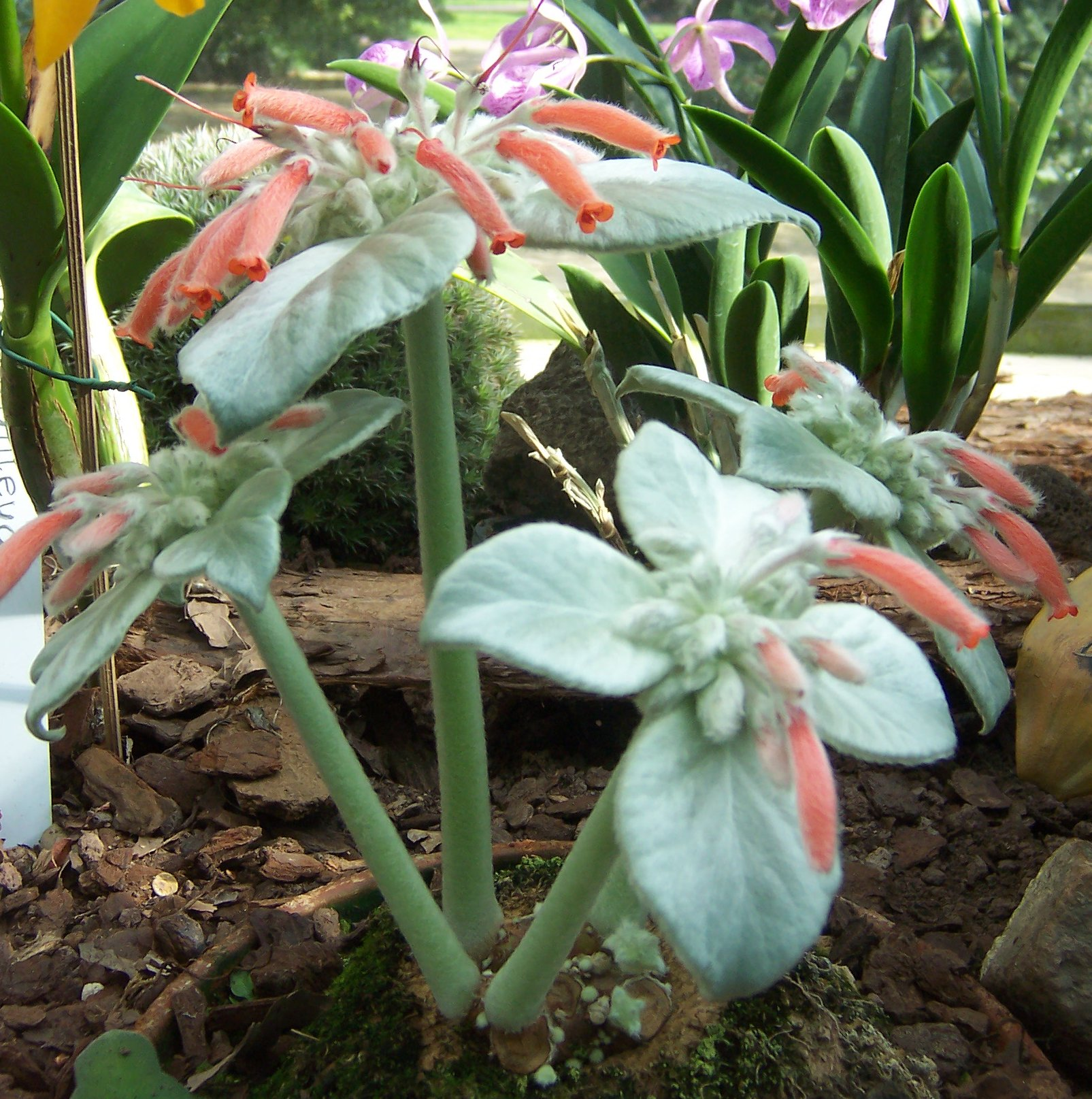
Sinningia canescens
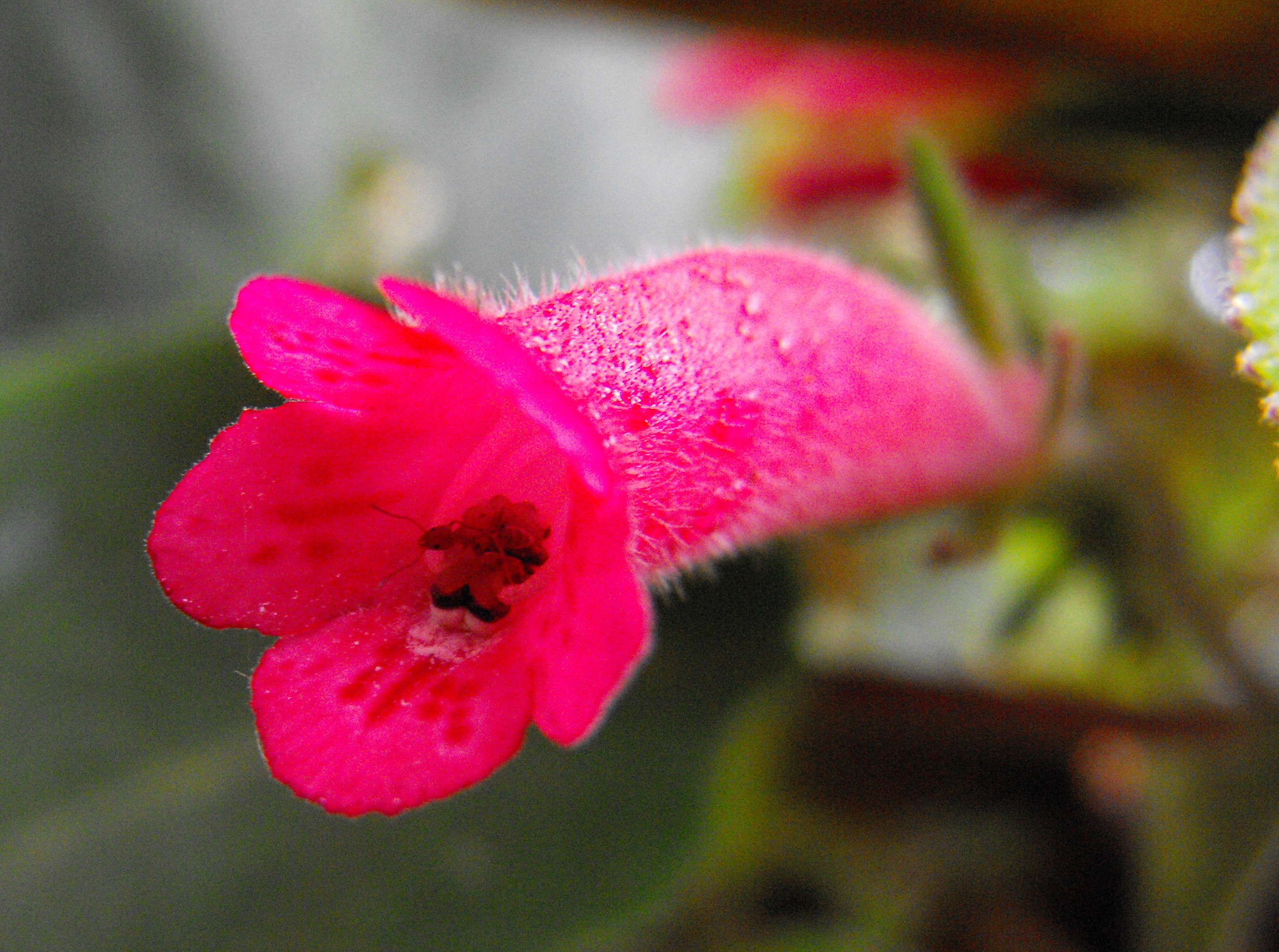
Sinningia cardinalis
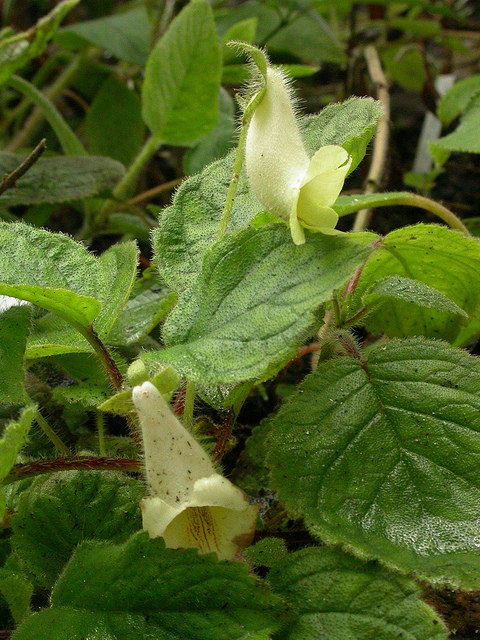
Sinningia conspicua
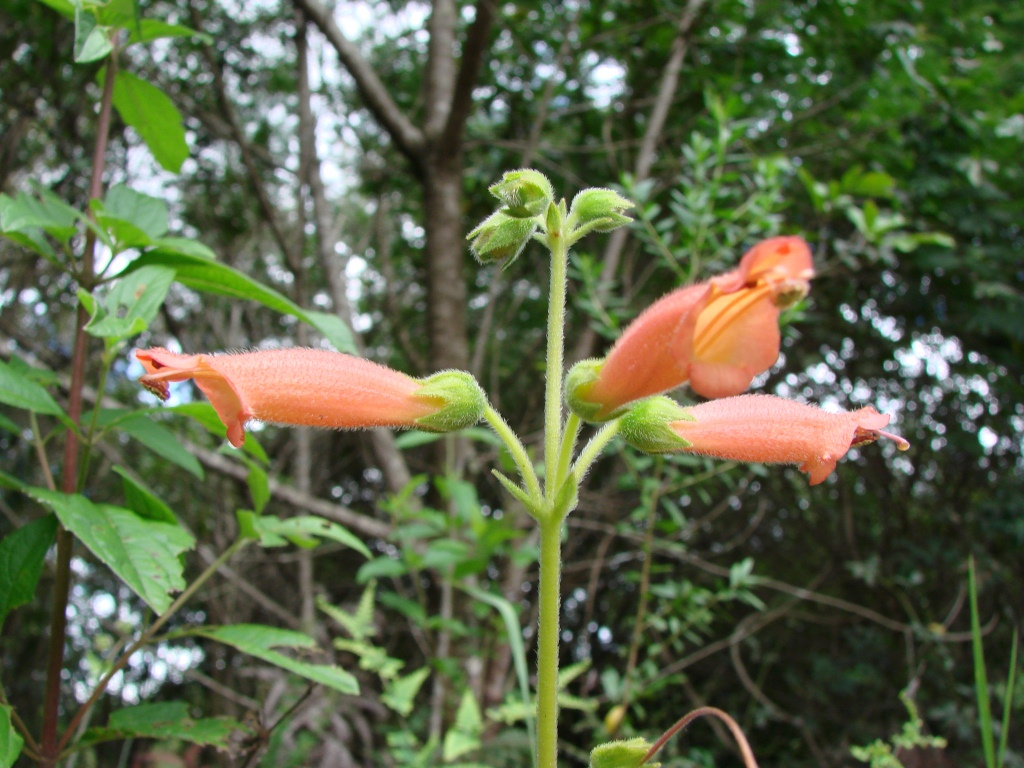
Sinningia elatior
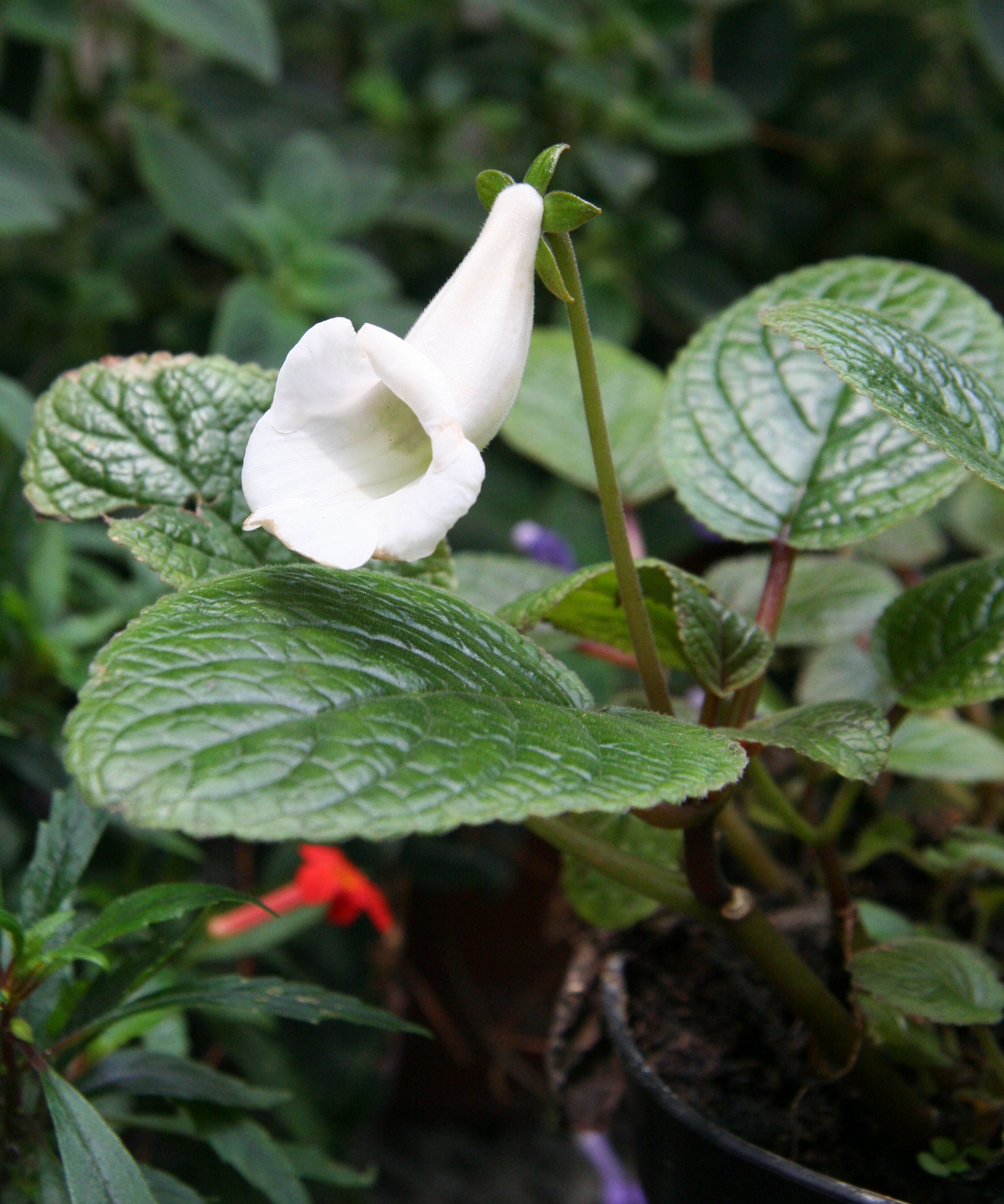
Sinningia eumorpha
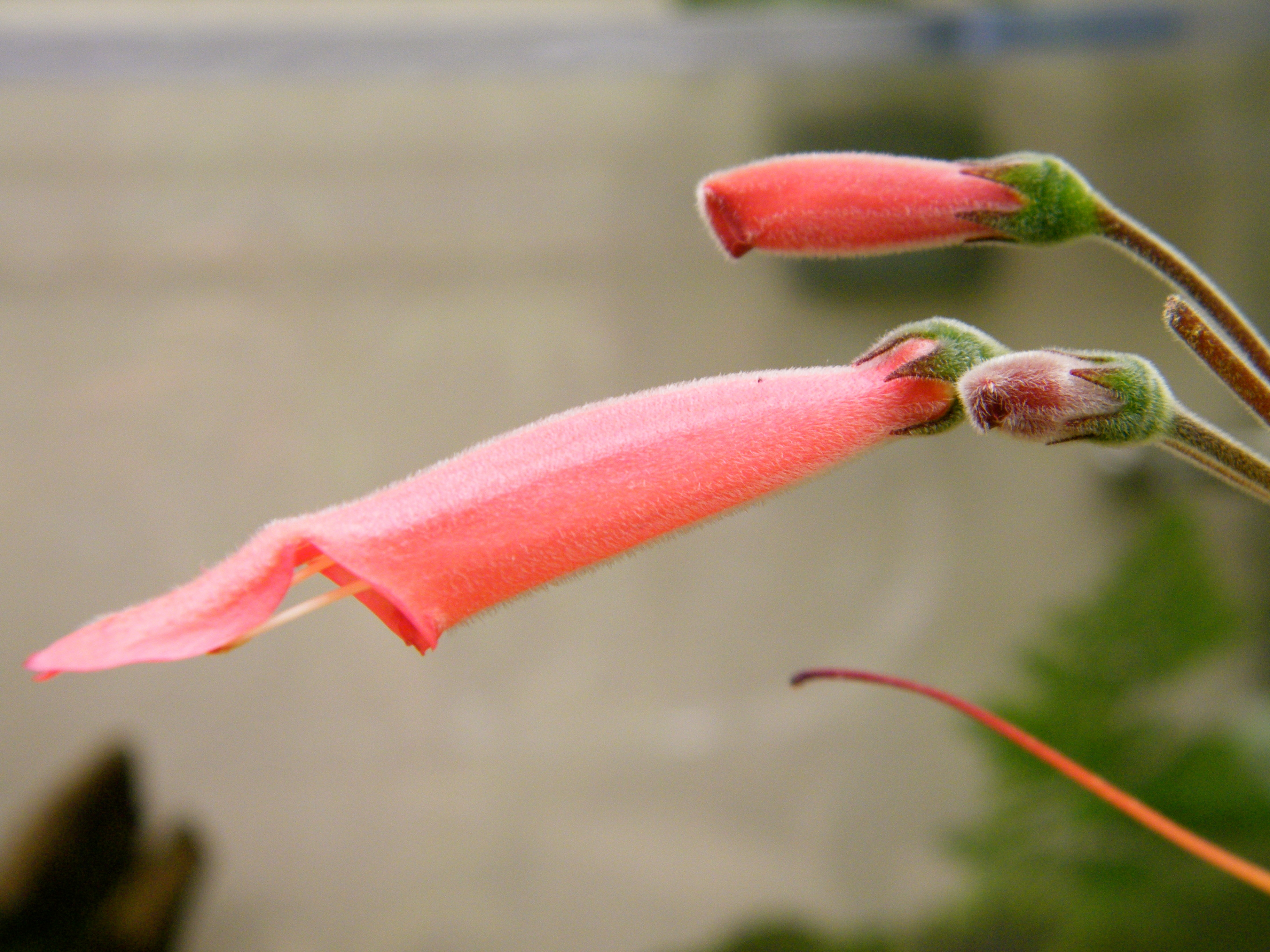
Sinningia iarae